# 1er régiment de chevau-légers lanciers polonais
Das 1er régiment de chevau-légers lanciers polonais (französisch; polnisch 1 Pułk Szwoleżerów-Lansjerów Gwardii Cesarskiej) war eine Einheit der leichten Kavallerie der Garde impériale. Aufgestellt 1807 auf Anordnung von Kaiser Napoléon Ier, diente das Regiment in der Grande Armée bis zum Ende des Kaiserreichs 1815. Mit einer Personalstärke von 1000 Reitern und 32 Angehörigen des Stabes war es das vierte Kavallerieregiment, das in die Kaiserliche Garde eingestellt wurde.
Anerkennenswerte Verdienste konnte sich die Einheit im Spanischen Unabhängigkeitskrieg erwerben, als in der Schlacht von Somosierra eine einzelne Escadron der Chevau-légers eine gut verschanzte spanische Artilleriestellung mit vier Batterien erobern konnte, obwohl sie stark geschützt war und sich mehrere tausend Spanier in unmittelbarer Umgebung befanden. Nach dieser bemerkenswerten Aktion wurde das Regiment in die Alte Garde aufgenommen. Im Jahre 1809 war es das erste Kavallerieregiment der Garde, das mit der Lanze ausgerüstet wurde, was zur Zusatzbezeichnung „Lanciers polonais“ führte. Mit den holländischen Lanciers rouges de la Garde impériale bildeten sie eine Brigade.
Das Regiment konnte sich im Russlandfeldzug 1812 auszeichnen, wo es von den Kosaken gefürchtet wurde und im Gefecht bei Gorodina Napoléon und seinen Stab vor einem feindlichen Angriff schützen konnte. Nur 437 Reiter waren nach dem Rückzug aus Russland und den Feldzügen in Deutschland 1813 und in Frankreich 1814 noch übrig. Nach der Abdankung Napoléons kehrte fast das gesamte Korps nach Polen zurück. Lediglich eine Escadron unter dem Kommando von Paweł Jerzmanowski begleitete Napoléon auf die Insel Elba und attackierte während der Herrschaft der Hundert Tage dann in der Schlacht bei Waterloo an der Spitze der „Lanciers rouges“. Mit Datum vom 1. Oktober 1815 wurde diese Escadron aufgelöst. Diese letzte ausländische Einheit hielt dem Kaiser die Treue bis zum Ende der Epoche.

## Organisation

### La garde d’honneur polonaise (Polnische Ehrengarde)

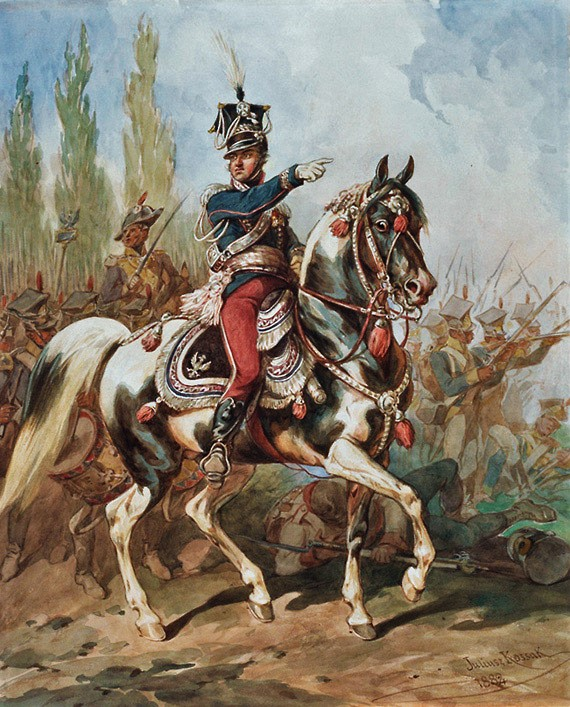
Général Jan Henryk Dabrowski, (Gemälde von Juliusz Kossak). Als erster Kommandant und Organisator der Polnischen Legion erreichte er die Ernennung von Wincenty Krasiński zum Colonel der Chevau-légers polonais de la Garde.

Die Aufstellung eines polnischen Regiments innerhalb der Kaiserlichen Garde gelang erst 1807, obwohl das Projekt bereits 1804 von Wincenty Krasiński angeregt worden war. Er hatte sich zu diesem Zeitpunkt in Paris befunden, wo er Kontakt zu Napoléon aufzunehmen versuchte. Zu diesem Zeitpunkt war Polen von fremden Mächten besetzt, es waren jedoch bereits Bestrebungen im Gange, die Unabhängigkeit wieder zu erlangen. Viele Exilpolen waren in die französische Revolutionsarmee eingetreten.
Man musste jedoch bis 1806 warten, bis die Hoffnungen Polens auf eine Renaissance verwirklicht wurden.
Nach der preußischen Niederlage in der Schlacht bei Jena und Auerstedt zog Napoléon in Berlin ein und richtete seine weiteren Aktivitäten gegen die russische Armee unter General Bennigsen, was zu guter Letzt zum Frieden von Tilsit und zur Proklamation des Herzogtums Warschau führte. Auf Initiative von Michał Kleofas Ogiński wurde danach eine Ehrengarde als Eskorte für den Kaiser aufgestellt. Es handelte sich dabei um eine außergewöhnlich ansehnliche Truppe, die aus Angehörigen der vornehmsten polnischen Adelsfamilien gebildet wurde. Der Kaiser bemerkte dazu:

„[…] bieten auf Grund ihrer Erziehung eine Garantie für hohe Moral.“

Die Gesamtstärke wurde auf 480 Reiter festgelegt, kommandiert von Colonel Krasiński. Ein Teil der Truppe begleitete Napoléon auf dem nächsten Feldzug und war in der Schlacht bei Eylau anwesend. Nach der Rückkehr gliederte Napoléon diese Chevau-légers in die Kaiserliche Garde ein.

### Aufstellung der Chevau-légers polonais de la Garde

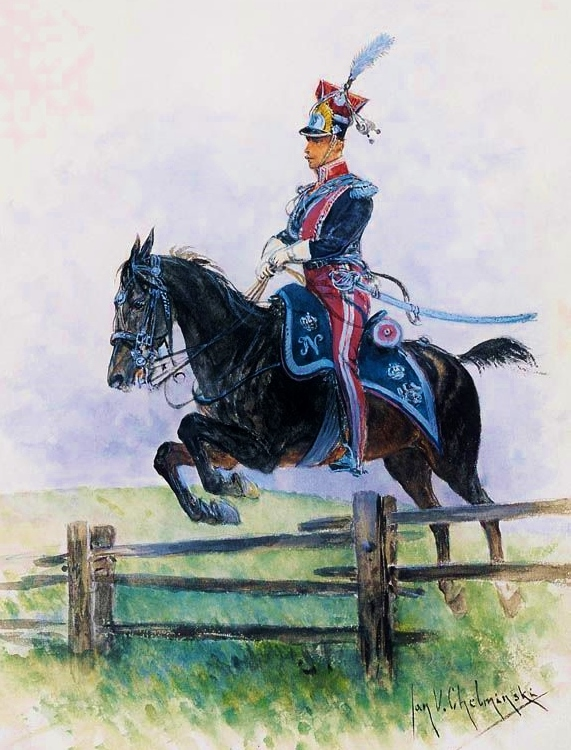
Chevau-léger polonais de la Garde impériale. Gemälde von Jan Chełmiński.

Am 6. April 1807 erließ Napoléon auf Schloss Finckenstein ein Dekret zur Aufstellung eines Regiments „Chevau-légers polonais de la Garde impériale“. Auf Vorschlag von Général Dombrowski wurde der ehemalige Kommandant der Polnischen Ehrengarde, Wincenty Krasiński, zum Regimentskommandanten ernannt. Vorgesehen waren nur Angehörige (im Alter zwischen 18 und 40 Jahren) der polnischen Adelsfamilien, die als vermögend bezeichnet werden konnten, was sich aber in der Realität nicht durchführen ließ, weswegen auch der niedere bzw. verarmte Adel berücksichtigt werden musste. Ausrüstung und Uniform mussten von den Soldaten theoretisch selbst bezahlt werden, aber das Schatzamt bot einen rückzahlbaren Vorschuss an, der mit täglich 25 Centimes vom Sold einbehalten wurde.
Die Unerfahrenheit der neuen Truppe veranlasste den Kaiser, sie in einen schlagkräftigen Verband einzugliedern und somit der Kaiserlichen Garde zuzuteilen. Sie erhielten französische Ausbilder und Stabsärzte, ebenso zwei französische stellvertretende Regimentskommandanten (Colonels en second), Antoine Charles Bernard Delaitre, ein ehemaliger Angehöriger der Mamelouks de la Garde impériale, und Pierre Dautancourt (auch d’Autancourt) von der Gendarmerie d’élite. Dessen Organisationstalent und seine erfolgreichen Ausbildungsmethoden brachten ihm unter seinen Reitern den Spitznamen „Papa“ ein.
Die maximale Mannstärke des Regiments sollte theoretisch 1000 Offiziere, Unteroffiziere und Mannschaften betragen, dazu 32 Stabsangehörige. Die vier Escadrons standen unter dem Kommando von Andrzej Tomasz Łubieński, Jan Leon Kozietulski, Ferdynand Stokowski und Henryk Ignacy Kamieński. Jede Escadron bestand aus zwei Kompanien zu je 125 Reitern, kommandiert von einem Capitaine. In der Praxis verfügte jedoch das Regiment nur über 968 Reiter. Zusammengestellt wurde die Einheit im Quartier Mirowski in Warschau. Am 17. Juni 1807 verließ eine erste Abteilung von 125 Reitern unter dem Kommando von Chef d’escadron Łubieński Warschau und ritt nach Königsberg (Preußen), wo sie mit Beifall empfangen wurde. Nach Abschluss der Aufstellung wurde der Rest des Regiments im Oktober nach Paris kommandiert. Die Polen erhielten als Generaldepot die Grandes écuries von Schloss Chantilly zugewiesen.

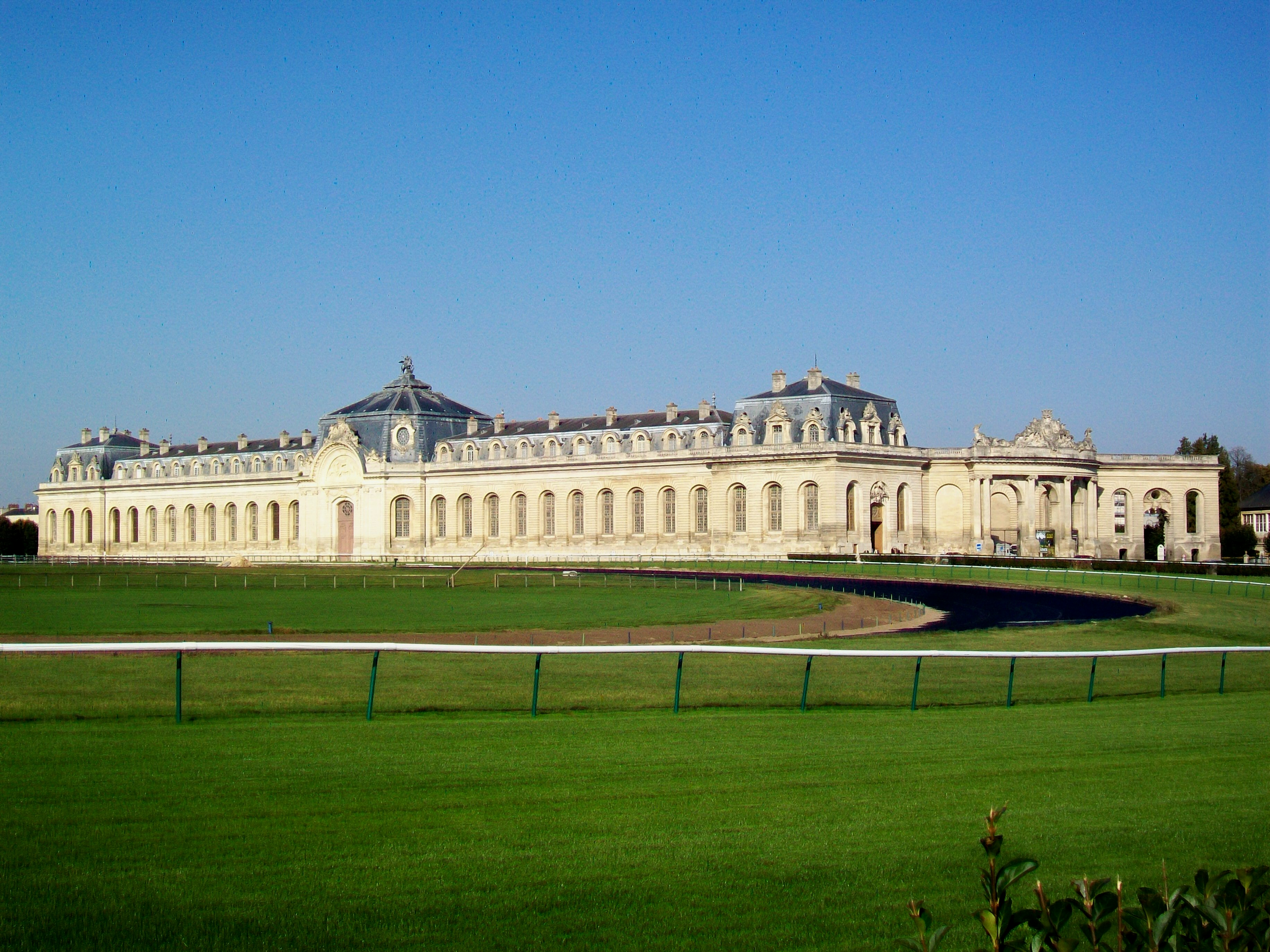
Die Grandes écuries von Schloss Chantilly

Ein Teil der Chevau-légers wurde, zusammen mit den Grenadiers à cheval, den Chasseurs à cheval und den Dragons de la Garde, ständiger Teil der Leibgarde des Kaisers.

### Entwicklung
Bei seiner Aufstellung verfügte das Regiment über vier Escadrons zu je zwei Kompanien. Im Jahre 1812 kam eine fünfte Escadron hinzu, im März 1813 eine sechste. Die drei ersten Escadrons gehörten zur Alten Garde, die drei anderen zur Jungen Garde. Im Juli 1813 wurde das Regiment auf sieben Escadrons verstärkt, da das 3. Regiment der ehemaligen Lanciers lituaniens de la Garde impériale und die Tartares lituaniens de la Garde impériale (Litauische Tartaren der Kaiserlichen Garde) eingegliedert wurden. Die drei ersten Escadrons blieben bei der Alten Garde, die vierte bis sechste Escadron wechselten zur Mittleren Garde und die siebte Escadron wurde der Jungen Garde zugeteilt. Im August wurde das Regiment geteilt, die ersten drei und ein Teil der vierten Escadron bildeten das 1. Regiment, die anderen das 2. Regiment. Die Teilung hatte nicht lange Bestand, im Dezember waren die Ulanen auf vier Escadrons zusammengeschrumpft und wurden wieder in einem Regiment vereinigt.

## Feldzüge

### Spanien (1808 bis 1809)
- Von Madrid bis Burgos

Je nach dem Stand der Organisation wurden die polnischen Abteilungen zunächst nach Chantilly und dann nach Spanien abkommandiert, um dort die französischen Besatzungstruppen zu verstärken. Während des Aufstandes vom 2. Mai 1808 (Dos de Mayo) war eine Abteilung der Chevau-légers in Madrid im Einsatz. Die Kavallerie von Maréchal Murat ritt durch die Straßen und säbelte die Aufständischen nieder (sabrait les insurgés). Dabei hatten sie einige Verluste, Krasiński wurde verwundet. Der Aufstand weitete sich aus und griff auch auf Teile der regulären spanischen Armee über. Daraufhin sammelte der Maréchal Bessières die Divisionen Lasalle, Merle und Mouton sowie Teile der Garde impériale aus der Garnison von Burgos. 91 Chevau-légers wurden abkommandiert. Die Angelegenheit führte am 14. Juli 1808 zur Schlacht bei Medina de Rioseco.
Als eine Kompanie Voltigeurs vor den französischen Linien zerschlagen wurde, entschloss sich der Général Lasalle, mit der Gardekavallerie – Dragoner, Gendarmes d’élite und den „Chevau-légers polonais“ – einzugreifen, um die Lage wiederherzustellen. Bei diesem Angriff wurden die spanischen Gardes du corps und das Regiment der königlichen Carabiniers auseinandergetrieben und in die Flucht geschlagen.

„[…] die Escadron von Capitaine Radziminski trieb allein das Regiment der Königin-Dragoner auseinander.“

Bei diesem Angriff wurden der Chef d’escadron Louis Michel Pac und der Lieutenant Szeptycky verwundet, zwei Pferde wurden getötet.
Ende Juli trafen auch die beiden letzten Escadrons in Spanien ein, wo sie mit den bereits vorhandenen zu einem Verband zusammengeschlossen und der Kavalleriedivision von Général Lasalle zugeteilt wurden. Von diesem wurden sie für Vorpostenaufgaben eingeteilt.
Durch die Kapitulation von Général Dupont in der Schlacht bei Bailén war der Erfolg in der Schlacht bei Medina de Rioseco verspielt worden, Madrid musste von den Franzosen aufgegeben werden, die sich hinter den Ebro zurückzogen.
Im November 1808 rückte Napoléon an der Spitze der Grande Armée in Spanien ein, um den Status quo ante wiederherzustellen. Die Chevau-légers von Krasiński waren bereits vor Ort und bemächtigten sich mit List der Stadt Medina de Rioseco, die daraufhin König Joseph den Treueeid leistete. Gleichzeitig beauftragte Kaiser Napoléon den Maréchal Soult, die spanische Armee von General Belveder zu vernichten und Burgos zu besetzen. Die Schlacht bei Burgos am 10. November wurde dann zu einem französischen Erfolg. Lasalle verfolgte die Flüchtenden und konnte eine Kanone und eine Kriegskasse erbeuten.
- Die Attacke bei Somosierra

Zufrieden mit dem Ergebnis der Schlacht bei Burgos und der Schlacht bei Espinosa, marschierte Napoléon auf Madrid. Der Hauptvormarschweg führte an Somosierra vorbei, das von spanischen Truppen unter General Benito de San Juan besetzt war, die hier die Straße sperrten. Dazu setzten sie vier Batterien Artillerie ein, die entlang der Straße positioniert waren. Am Abend wurde die 3. polnische Escadron, die ad interim unter dem Kommando von Jan Leon Kozietulski stand, von Napoléon eingesetzt. Die Infanterie von Maréchal Victor hatte sich zurückziehen müssen, und Napoléon wurde ungeduldig. Trotz der Bemerkung von Colonel Piré, der einen Angriff für unmöglich hielt, wandte er sich an Kozietulski und sagte zu ihm:

« Enlevez-moi ça au galop. »

„Entfernen sie mir das im Galopp.“

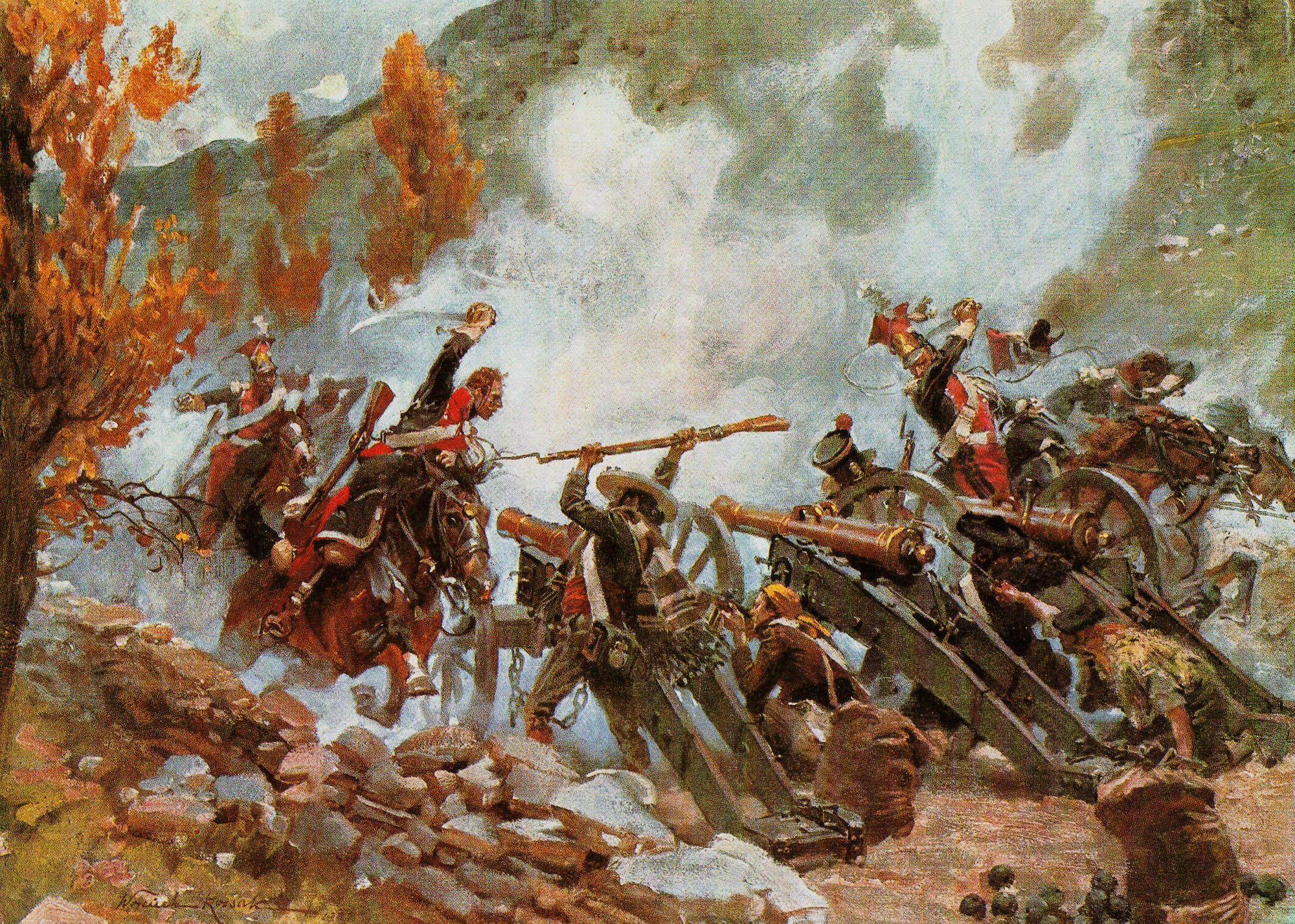
Die Chevau-légers polonais attackieren am 30. November 1808 eine spanische Batterie bei Somosierra. Gemälde von Wojciech Kossak, 1907.

Die etwa 150 Reiter der 3. Escadron mussten zum Angriff einen Weg nehmen, der 2,5 Kilometer lang war und einen Höhenunterschied von 300 Metern aufwies. Er war auf beiden Seiten von steinernen Mauern und Pappelreihen eingesäumt, was den Angriff umso schwieriger machte. Die Escadron ritt in Viererkolonne an, da eine breitere Entwicklung nicht möglich war. Kozietulski gab den Befehl zum Angriff. Die Spanier eröffneten das Feuer, der Lieutenant Rudowski wurde getötet, während seine Kameraden die erste Batterie erreichten, die Bedienung der Kanonen niederschlugen und die Attacke fortsetzten. Der Chef d’escadron Kozietulski verlor sein Pferd, der Lieutenant Krzyżanowski und eine Anzahl der Chevau-légers wurden getötet.
Das Kommando ging an den Capitaine Jan Dziewanowski über, der die zweite und die dritte Batterie erobern konnte. Durch die dabei entstandenen Verluste musste der letzte verfügbare Offizier, der Lieutenant Andrzej Niegolewski, das Kommando übernehmen. Er griff mit den verbliebenen wenigen Reitern die vierte Batterie an, konnte aber nichts ausrichten und musste sich zurückziehen. In diesem Moment erschienen die Chasseurs à cheval de la Garde, dann die 1., 2. und 4. Escadron der polnischen Chevau-légers und dahinter französische Infanterie. Wenige Minuten später ergriffen die Spanier die Flucht.
Der 30. November 1808 brachte dem Regiment schwere Verluste. Nach den Angaben von Niegolewski und Dautancourt hatte es sieben Offiziere sowie 50 Unteroffiziere und Mannschaften verloren. Davon waren drei Lieutenants gefallen, der Capitaine Dziewanowski starb an seinen Verwundungen, Kozietulski, Niegolewski und der Capitaine Krasiński waren verwundet. (In seinem Bulletin vom 2. Dezember gab Napoléon jedoch nur acht Gefallene und 16 Verwundete zu.) Am nächsten Tag vergab der Kaiser in Buitrago 16 Mal das Kreuz der Ehrenlegion an die Überlebenden und nahm das Regiment aus diesem Anlass in die Alte Garde auf.

« Vous êtes dignes de ma Vieille Garde. Honneur aux braves des braves ! »

„Sie sind meiner Alte Garde würdig. Ehre den Tapfersten der Tapferen!“

Die Attacke bei Somosierra war die spektakulärste Aktion der polnischen Kavallerie in den Napoléonischen Kriegen und der am billigsten erkaufte Sieg des Kaisers.
Die polnischen Reiter standen dann an der Seite der „Chasseurs à cheval de la Garde“ von Lefebvre-Desnouettes bei der Verfolgung der britischen Truppen von General John Moore, ohne an der Schlacht bei Benavente teilzunehmen, in der die Chasseurs von der Kavallerie von Henry Paget, 1. Marquess of Anglesey, geschlagen wurden. Eine Escadron unter dem Kommando von Łubieński begleitete Napoléon zurück nach Frankreich, die Reste des Regiments folgten bald darauf nach.

### Feldzug in Österreich, Übernahme der Lanze
Die Chevau-légers kehrten am 20. März 1809 nach Paris zurück und bezogen Quartier in der École militaire. Der Feldzug gegen Österreich begann im folgenden Monat, die Reiter verließen Abteilung für Abteilung Paris und nahmen ihren Weg nach Deutschland. In der Schlacht bei Aspern standen sie in der Division von Général Walther. Auf der linken Seite des Flusses im heftigsten Kampf, verloren sie den Capitaine Kozycki und sechs Reiter an Gefallenen, der Lieutenant Olszewski und 30 Reiter wurden verwundet. Am Abend des 21. Mai waren die Verluste bereits schwer, und die Franzosen hatten das Geschehen nicht mehr unter Kontrolle, was zur Niederlage führte. Napoléon gab sich damit nicht zufrieden und begann die Vorbereitungen für die nächste Schlacht, die Schlacht bei Wagram. Am 4. Juli war das Regiment auf einen Bestand von 58 Offizieren und 1078 Reitern gebracht worden.

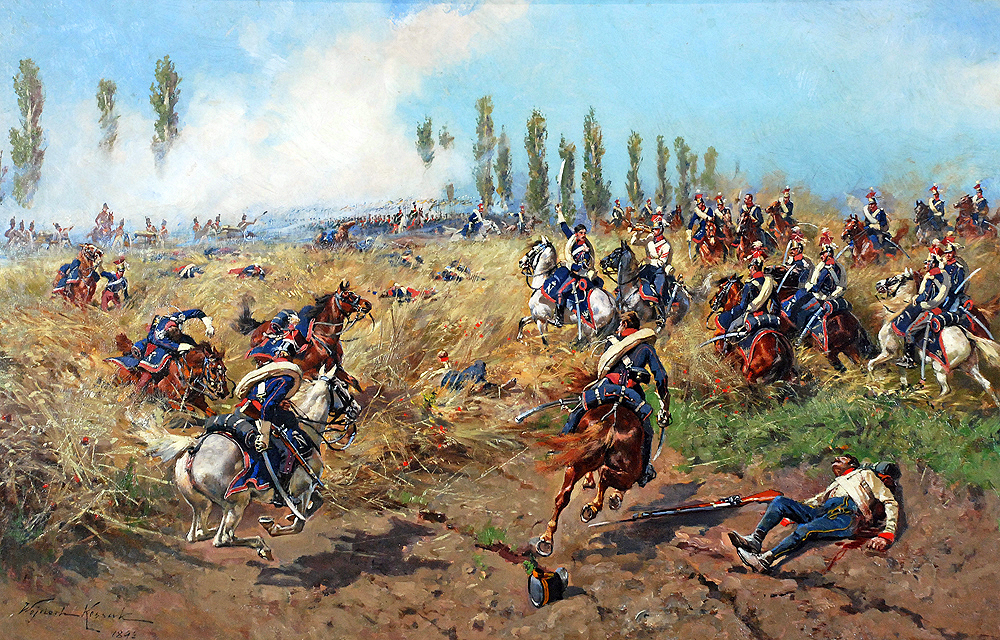
Die Chevau-légers polonais de la Garde am 6. Juli 1809 bei Wagram. Gemälde von Wojciech Kossak, 1893.

Als während der Schlacht die österreichische Kavallerie die französische Infanterie stark bedrängte und ihr empfindliche Verluste beibrachte, wurden von Maréchal MacDonald die Chevau-légers von Krasiński eingesetzt. Das Regiment attackierte die Ulanen vom Regiment Schwarzenberg, das seinerseits aus galizischen Polen bestand. Die Ulanen konnten in die Flucht geschlagen werden, nachdem die Chevau-légers Unterstützung durch die Chasseurs à cheval der Garde erhalten hatten. Es konnten 150 Gefangene gemacht werden, darunter der Fürst Auersperg, dazu wurden zwei Kanonen erbeutet. Die eigenen Verluste waren ähnlich schwer wie bei Somosierra, 26 Gefallene und 80 Verwundete waren die Bilanz des Tages.
Nach der Schlacht brachte der Colonel Krasiński den Wunsch nach Ausstattung der Chevau-légers mit der Lanze vor. In Polen sei das eine sehr populäre Waffe, die auf die Kopia der polnischen Hussaria zurückgehe. Bei einer Demonstration im Schloss Schönbrunn konnte der Maréchal des logis Roman mit einer Lanze zwei Dragoner der Kaiserlichen Garde vom Pferd werfen. Der Kaiser kam dem Wunsch nach, die Chevau-légers erhielten den Namenszusatz „Lanciers polonais“ (Polnische Lanzenreiter).

### Friedensjahre (1810 bis 1811)

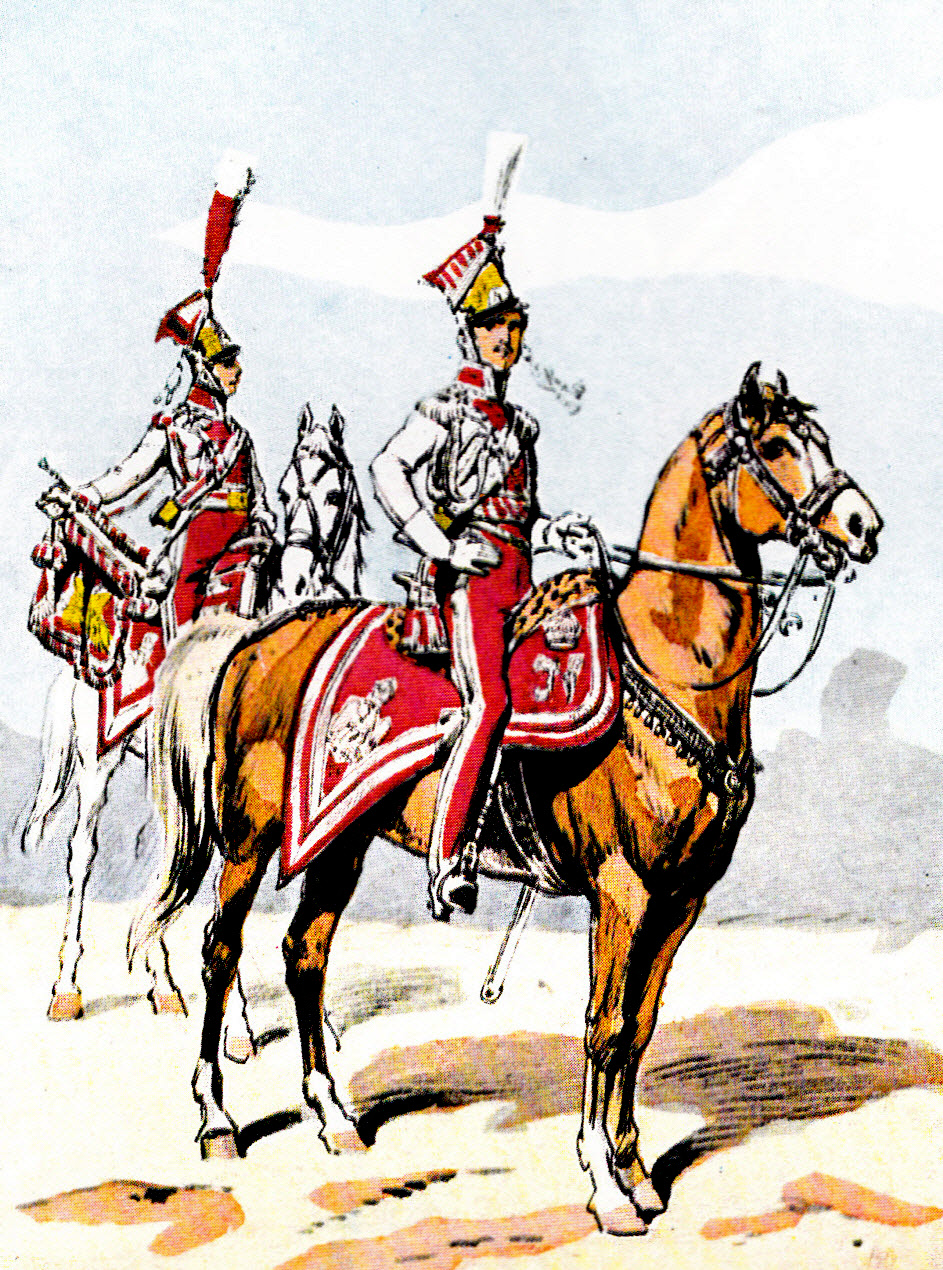
Höherer Offizier in großer Sonderuniform und Trompeter in großer Uniform. Zeichnung von Bronisław Gembarzewski.

Nach der Schlacht bei Wagram wurde das Regiment im Schloss Schönbrunn untergebracht, eine Escadron war jeweils als Eskorte beim Kaiser abgestellt. Nach dem Friedensvertrag vom 14. Oktober 1809 nahm es am 2. Dezember an der großen Parade anlässlich des 10. Krönungsjubiläums von Napoléon auf der Place du Carrousel teil. Zu Beginn des Jahres 1810 wurden zwei Escadrons unter dem Kommando der Capitaines Szeptycki und Tarczyński nach Spanien abkommandiert, wo sie der Truppe von Général Antoine Charles Bernard Delaitre zugeteilt wurden. Eine Escadron wurde der 1. Infanteriedivision der Kaiserlichen Garde unter Général François Roguet und eine andere Escadron der 2. Infanteriedivision der Garde unter Général Pierre Dumoustier unterstellt. Diese Truppe verließ Paris mit 315 Reitern am 16. Dezember und gelangte über Bayonne auf die Iberische Halbinsel. Die in Frankreich zurückgebliebenen „Lanciers polonais“ wurden bei zeremoniellen Anlässen eingesetzt und waren auch bei der Hochzeit von Napoléon mit Marie-Louise von Österreich am 1. April 1810 und bei der Taufe des Thronfolgers Napoleon II. am 20. März 1811 im Einsatz.
Etwa 400 Reiter begleiteten den Kaiser und seine Gattin bei einer Reise nach Belgien sowie Napoléon bei einer Inspektion der Seeprovinzen.
Der Colonel Wincenty Krasiński wurde zum Général de brigade befördert und zum Grafen von Opinogóra ernannt. Eine größere Anzahl der Offiziere und Reiter des Regiments wurden ob ihrer Verdienste in den vergangenen Kämpfen befördert.
Während dieser Zeit wurden die Reiter im Gebrauch mit der Lanze ausgebildet, da sie auf diesem Gebiet noch sehr unerfahren waren. Der Kaiser ließ aus diesem Grunde im Palais des Tuileries häufig Vorführungen und Paraden abhalten, um sich vom Fortschritt der Ausbildung zu überzeugen. Nach der Annexion von Holland wurde aus den Angehörigen der Gardekavallerie von König Louis Bonaparte das 2e régiment de chevau-légers lanciers de la Garde impériale aufgestellt, die „Lanciers polonais“ waren aus diesem Grunde zum „1er régiment“ geworden.
Im April 1811 wurde die Légion de la Vistule (Weichsellegion) aufgestellt, und zur Bildung der Kavallerieabteilung wurden um die 100 Mann des Regiments abgegeben – so auch Andrzej Tomasz Łubieński, der in der neuen Einheit zum Colonel aufstieg.
Das Regiment der „Lanciers polonais“ war bis März 1812 so weit personell verstärkt worden, dass eine fünfte Escadron errichtet wurde. Das Kommando wurde Paweł Jerzmanowski übertragen.

### Wieder im Krieg: Feldzug in Russland

#### Marsch nach Moskau

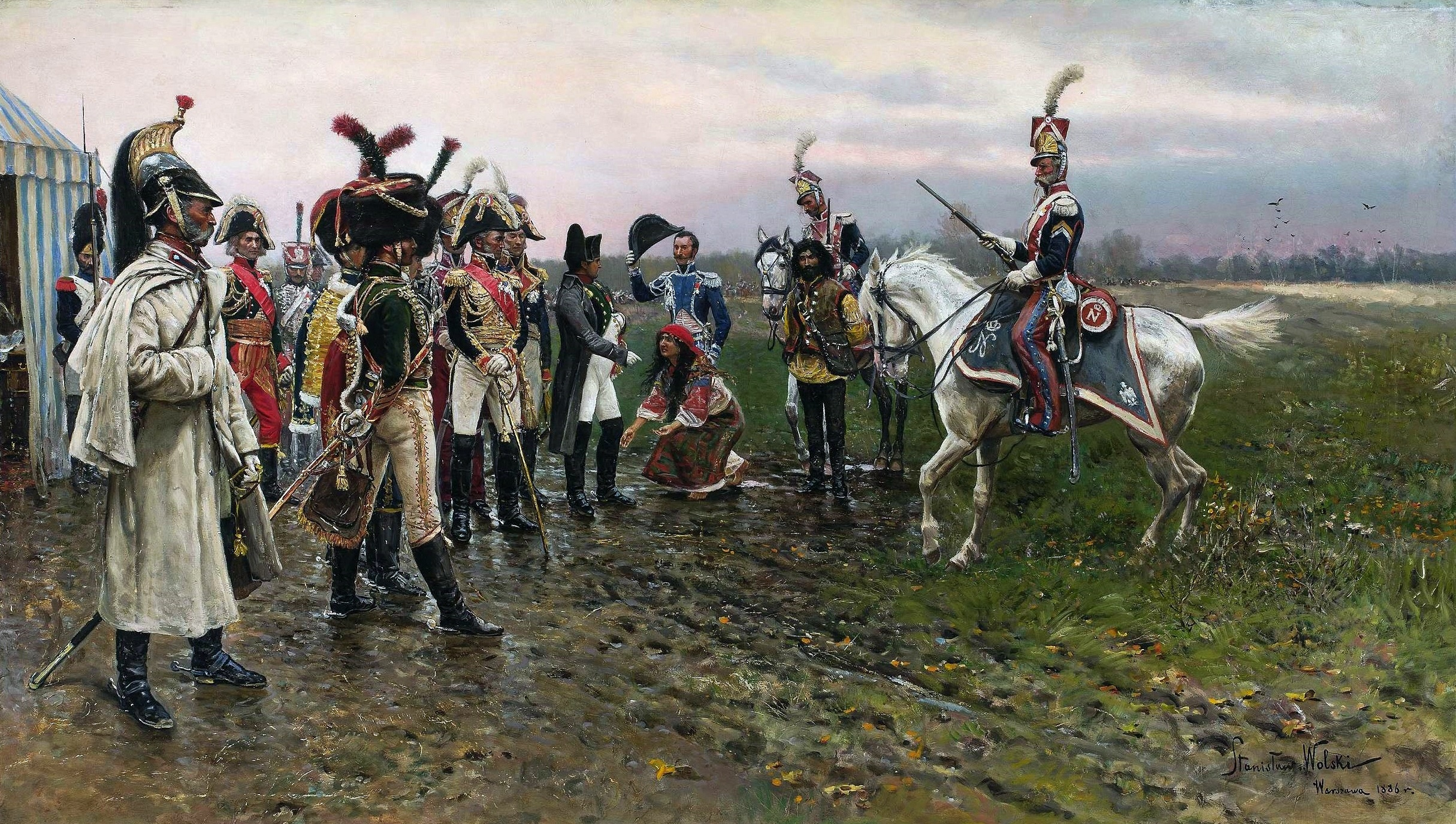
Eine Patrouille der „Lanciers polonais de la Garde“ führt dem Kaiser russische Landleute vor. Öl auf Leinwand von Stanisław Pomian Wolski, 1886.

Als im Jahre 1812 der Krieg zwischen Frankreich und Russland ausbrach, begann die Grande Armée am 23. Juni mit der Überquerung des Njemen ihren Marsch auf Moskau.
Am nächsten Tag überquerten die „Lanciers polonais“ die Neris und folgten der allgemeinen Marschbewegung auf Wilna. Da die meisten der polnischen Reiter der russischen Sprache mächtig waren, wurden sie oft zur Aufklärung eingesetzt. Auch wurden dem Regiment häufig Kurieraufgaben übertragen. Am 27. Juli wurden die noch in Witebsk verbliebenen russischen Kavallerieabteilungen von den „Lanciers polonais“ von Paweł Jerzmanowski aus der Stadt vertrieben, was um die zwanzig Mann an Verlusten mit sich brachte. Das Regiment blieb dann bis zum 13. August in der Stadt.
Am 14. August bildeten die „Lanciers polonais“ eine Brigade mit dem Regiment der Lanciers rouges de la Garde impériale, das von Général Colbert-Chabanais kommandiert wurde. Das Korps traf am 15. August in Krasny ein, verblieb aber nicht dort, sondern zog zum Dniepr weiter, um mögliche Übergänge zu erkunden. Auf diesem Weg stießen sie auf die russische Nachhut, die zunächst vom 1. Regiment unter Krasiński und Dautancourt zurückgetrieben wurde, das dann aber vor dem massiven Feuer der russischen Infanterie und der Kanonen auf der anderen Seite des Flusses die Verfolgung abbrechen musste. Die „Lanciers rouges“ des 2. Regiments unter Montbrun kamen zur Verstärkung, man konnte jedoch gegen die im Schutz ihrer Artillerie geordnet zurückgehenden Russen nichts ausrichten.
Auf dem Weg in die Schlacht um Smolensk gerieten die „Lanciers polonais“ mit Kosaken aneinander, die immer wieder die französischen Kolonnen angriffen. Das Regiment marschierte weiter in Richtung Moskau und traf Ende August in Wjasma ein. Es bestand da noch aus 955 Reitern, davon waren 455 zu Napoléon und 125 zu Murat abgestellt. Der Rest befand sich in den Depots oder war mit Aufträgen unterwegs. Nach der Mithilfe bei der Einnahme der Feldbefestigung von Chevardino am 5. September zogen die Polen in die Schlacht an der Moskwa vier Tage später. Hier wurde die Brigade Colbert jedoch nicht eingesetzt und musste sich mit der Rolle des Zuschauers begnügen. Am 15. September geriet eine 70 Mann starke Abteilung der „Lanciers rouges“ auf einem Aufklärungsritt bei Borovsk in einen Hinterhalt und wurde von einer Escadron der „Lanciers polonais“ daraus befreit. Die Verluste betrugen 12 Mann. Am 18. oder 19. September traf das Regiment vor Moskau ein.

« Nous découvrîmes bientôt cette capitale que d’immenses colonnes de feu et des tourbillons de flammes et de fumées dérobaient en partie à notre regard. »

„Bald entdeckten wir diese Hauptstadt, die durch riesige Säulen von Feuer und Wirbelwinden aus Flammen und Rauch teilweise vor unseren Augen verborgen wurde.“

Als der Kaiser den Kreml verließ, deckten ihn sechs Lanciers der diensttuenden Escadron mit ihren Mänteln gegen den Glut- und Ascheregen. Das Regiment biwakierte dann im Vorort Troitzkoe, pflegte die Pferde und brachte die Ausrüstung in Ordnung.
Am 21. September 1812 verließ die Brigade auf Anordnung von Napoléon Moskau und vereinigte sich mit der Truppe von Maréchal Murat, um die Verfolgung der Russen aufzunehmen. Nach viertägigem Marsch erreichte die Brigade das Dorf Vladimirskiy Tupik, wo die Vorhut aus einer Escadron der „Lanciers rouges“ unter dem Capitaine Calkoen durch einen plötzlichen Kosakenangriff in Bedrängnis geraten war. Lediglich dem schnellen Eingreifen einer Escadron des polnischen Regiments unter dem Capitaine Brocki war es zu verdanken, dass die Holländer nicht vernichtet wurden. Die Kosaken wurden zum Rückzug gezwungen und nahmen den Capitaine Brocki als Gefangenen mit. Die beiden Regimenter überquerten die Desna, erreichten Gorki Leninskije und trafen am 5. Oktober in Woronowo ein.

#### Rückzug aus Russland

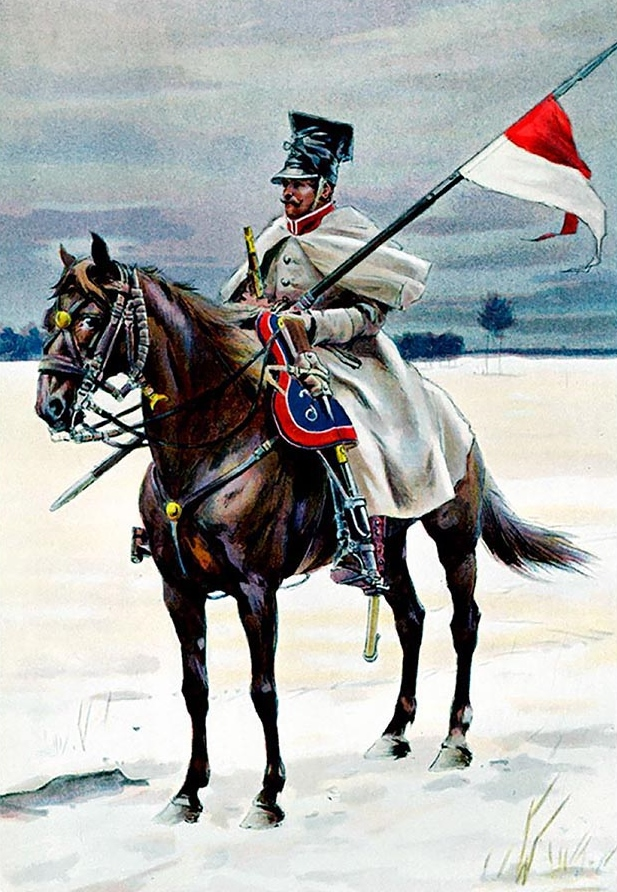
Ein Lancier polonais de la Garde in Winteruniform

Napoléon ignorierte das Friedensangebot von Zar Alexander I., gab aber am 19. Oktober den Rückzugsbefehl aus Moskau. Die „1er lanciers“ gehörten zur Vorhut und hatten die Aufgabe, die Übergänge über die Desna zu sichern.
Während des Rückzuges vermieden es die Kosaken nach Möglichkeit, die so wie die anderen unter der Kälte leidenden „Lanciers polonais“ anzugreifen, und hielten sich lieber an die holländischen „Lanciers rouges“, wenn auch die Polen nicht gänzlich verschont blieben. Während des Gefechts bei Gorodnia entschloss sich Napoléon, mit seinem Stab eine Erkundung durchzuführen, und wurde dabei von einer Abteilung Kosaken überrascht. Die Polen unter Kozietulski griffen sofort ein, und unter Mithilfe der Chasseurs de la Garde, dann der Dragons und der Grenadiers à cheval konnte die Situation bereinigt werden. Das Regiment verlor bei dieser Aktion sechs Männer. Während der Schlacht bei Krasnoje konnten einige Kosaken gefangen genommen werden. Die eigenen Verluste betrugen 38 Reiter. Am 27. November überquerte das Regiment die Beresina und verlor in der Schlacht an der Beresina weitere 49 Männer. Am 5. Dezember trafen 78 Chevau-légers als Verstärkung in Smorgoni ein. Die kaiserliche Eskorte unter Colonel Stokowski, verstärkt durch Teile des 7e régiment de chasseurs à cheval, hatte nach ihrer Ankunft in Smarhon zwei Drittel ihres Personalbestandes verloren. Die Reste des Regiments begleiteten die kaiserliche Kasse und trafen am 9. Dezember in Wilna ein. Bei Beginn des Feldzuges hatte das Regiment aus 1108 Reitern bestanden, am Ende waren davon noch 437 Mann und 257 Pferde übrig.
Während des ganzen Feldzuges waren die „Lanciers polonais“ die einzigen, die wegen ihrer Geschicklichkeit im Umgang mit der Lanze von den Kosaken wirklich gefürchtet wurden.

### Feldzug in Deutschland

#### Erste Phase, Januar bis Mai 1813
Zu Beginn des Jahres 1813 befanden sich die Reste des Regiments auf polnischem Gebiet. Die festgestellte Stärke lag bei 437 Mann und 257 Pferden, dazu noch eine ungenannte Anzahl Soldaten im Depot in Warschau. Die Einheit wurde dann wieder auf Kriegsstärke gebracht, indem man am 22. März 1813 die Reste der Lanciers lituaniens de la Garde impériale eingliederte und die Kompanie der Tartares lituaniens de la Garde impériale unter Capitaine Ulan dem Regiment unterstellte. Dazu kamen als Verstärkung die „Gendarmes lituaniens“ (Litauische Gendarmerie), was das Regiment wieder auf eine Stärke von 13 Kompanien brachte. Als mit 500 berittenen Schützen von der Division Dombrowski weiterer Ersatz eintraf, war die Einheit bald wieder einsatzbereit. Der Personalbestand belief sich jetzt auf 1500 Reiter. Weil viele Pferde der Grande Armée in Russland verloren gegangen waren, war Napoléon gezwungen, im folgenden Feldzug verstärkt auf die Kavallerie seiner Garde zurückzugreifen. Am 1. Mai wurde der Maréchal Bessières, der sich in Begleitung einer Escadron des Regiments auf einem Erkundungsritt befand, bei Rippach durch eine Kanonenkugel getötet. In der Schlacht bei Lützen wurden vier Escadrons des Regiments durch preußisches Artilleriefeuer dezimiert, ohne selbst aktiv in das Geschehen eingegriffen zu haben.

« […] on serrait les rangs lorsque les hommes et les chevaux tombaient. »

„[…] wir schlossen die Reihen, während Männer und Pferde fielen.“

Allein die bloße Anwesenheit der „Lanciers polonais“ veranlasste den Gegner jedoch, hier mehr Kräfte zu konzentrieren, und ermöglichte es dadurch der Jungen Garde, einen erfolgreichen Gegenangriff durchzuführen.

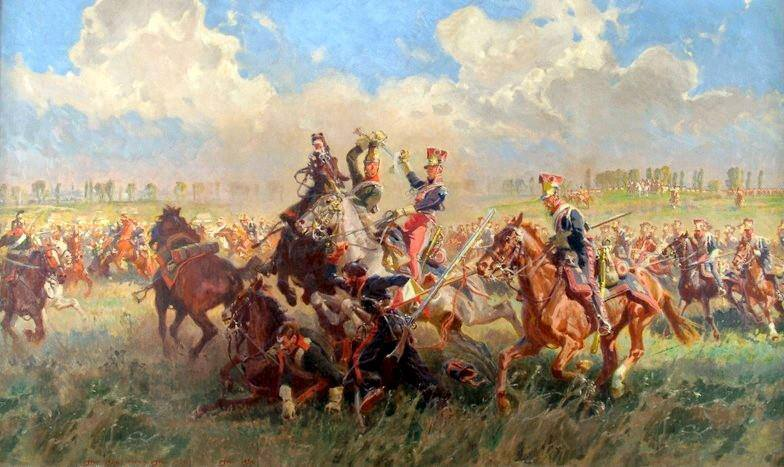
Die „Lanciers polonais de la Garde“ am 22. Mai 1813 bei Reichenbach

Dieser Sieg öffnete den Franzosen den Weg nach Dresden. Die „Lanciers polonais“ erhielten als Verstärkung eine zusätzliche Escadron. Während der Schlacht bei Bautzen stand das Regiment in der Reserve. Am Morgen des 22. Mai wurden die Gardekavallerie unter dem Befehl von Général Walther und das 1. Kavalleriekorps von Général Latour-Maubourg mit der Verfolgung des geschlagenen Gegners beauftragt. In der Schlacht bei Reichenbach und Markersdorf stießen sie mit den Truppen von Eugen von Württemberg zwischen Reichenbach im Westen und Markersdorf im Osten, etwa 12 km westlich von Görlitz, zusammen. Die „Lanciers polonais“ wurden auf die bewaldeten Höhen hinter dem Ort dirigiert.

« […] faire demi-tour à gauche et nous jeter sur le flanc de l’ennemi pour l’obliger à se retirer. »

„[…] machten eine Kehrtwende nach links und warfen uns auf die Flanke des Feindes, um ihn zum Rückzug zu zwingen“

Die beiden Escadrons von Chłapowski, gefolgt von zwei weiteren unter Jerzmanowski, konnten zunächst erfolgreich gegen die russische Kavallerie operieren. Die Polen griffen die Nachhut der Russen an, wurden jedoch durch die russische Artillerie mit Verlusten zurückgeschlagen. In diesem Moment erschienen die Chasseurs à cheval de la Garde und die Mamelouks de la Garde zur Verstärkung. Die sächsischen Kürassiere bewegten sich ebenfalls vorwärts, mussten sich aber bald nach massivem Artilleriebeschuss zurückziehen und durch die Polen ersetzt werden. Die Russen zogen sich nach und nach zurück und überließen das Schlachtfeld den Franzosen.

#### Zweite Phase, Juni bis Dezember 1813

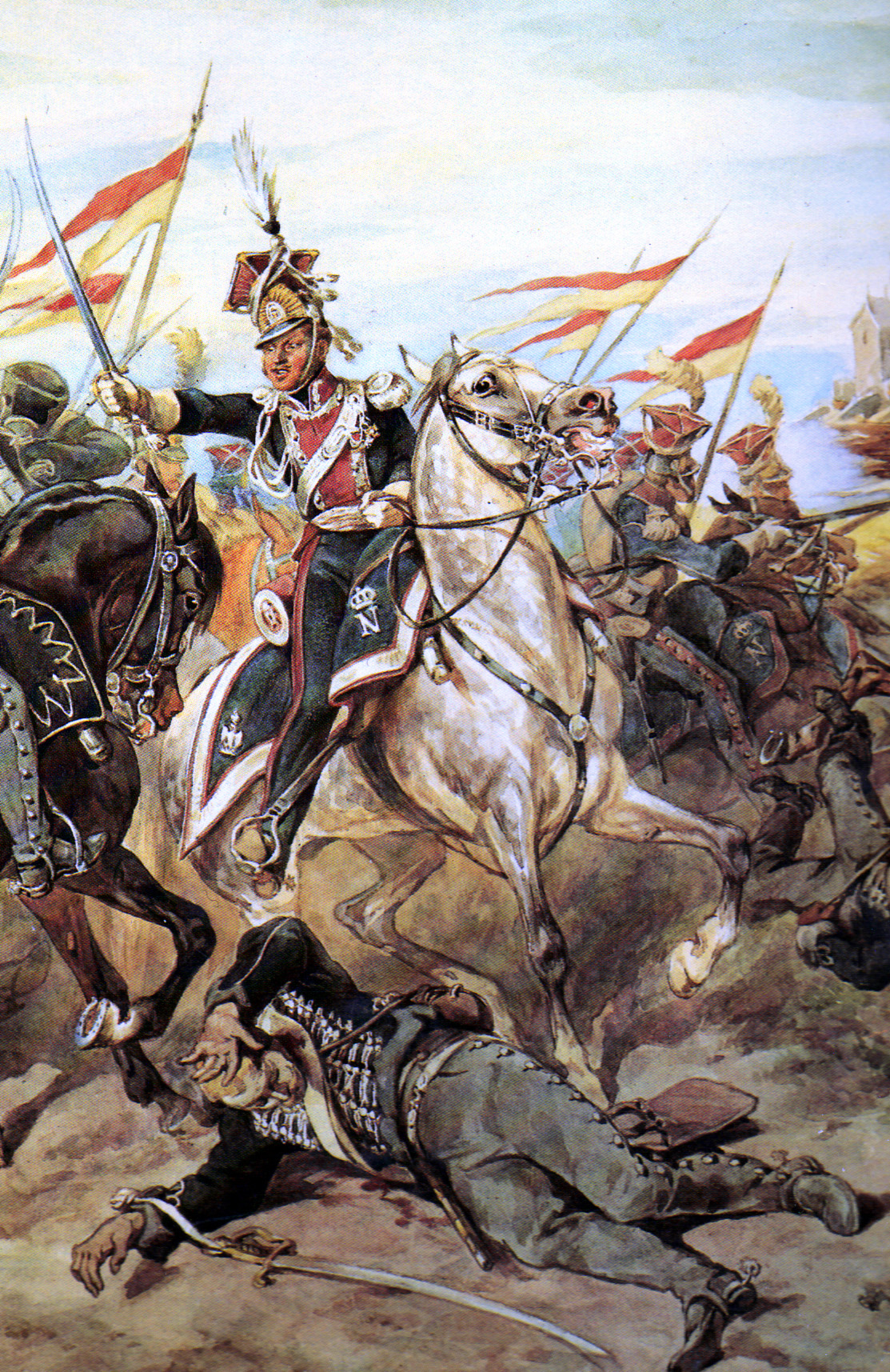
„Lanciers polonais de la Garde“ am 16. September 1813 im Gefecht bei Peterswalde. Gemälde im Nationalmuseum von Warschau (Juliusz Kossak 1883).

Zwischen den Franzosen und den Alliierten wurde bald darauf Frieden geschlossen. Die Polen wurden in Dresden stationiert. In der kurzen Friedenszeit konnten sie sich erholen, waren aber auch bei der Bekämpfung von Partisanen eingesetzt. Im Juni 1813 wurde eine siebte Escadron aufgestellt, was das Regiment auf eine Personalstärke von 1750 Reitern brachte. Das Regiment wurde in drei Gruppen aufgeteilt: die ersten drei Escadrons gehörten zur Alten Garde, die vierte und fünfte und die sechste Escadron zur Mittleren Garde, die siebte Escadron zur Jungen Garde.
Der Krieg begann bald wieder, und diesmal traten die Österreicher der Koalition gegen Napoléon bei. In der Schlacht bei Dresden zwar zahlenmäßig unterlegen, konnten die Franzosen dennoch einen Sieg erringen. Die Garde konnte sich auszeichnen, eine Escadron unter Jerzmanowski konnte ein komplettes preußisches Bataillon gefangen nehmen, der Lieutenant Hempel brachte mit 40 Mann 300 Gefangene ein. Am 16. September 1813 führten die 1. und die 2. Escadron (zugeteilt ein 25 Reiter starker Zug des 4e régiment de gardes d’honneur) unter dem Kommando von Chef d’escadron Séverin Fredro das Gefecht bei Peterswalde gegen fünf Escadrons des 1. schlesischen Husarenregiments unter dem Kommando von Oberst Franz von Blücher, Sohn von Feldmarschall Gebhard Leberecht von Blücher. Unterstützt wurden sie von Infanterie und zwei Kanonen. Die Lanciers fielen über die Husaren her und schlugen sie in die Flucht. Diese ließen den Oberst Blücher und 20 Reiter in den Händen der Franzosen zurück. Der Chef d’escadron Jankowski wurde dafür vom Kaiser unverzüglich mit dem Orden der Ehrenlegion dekoriert. Einen Monat später, in der Völkerschlacht bei Leipzig, kam am Nachmittag des 16. Oktober das österreichische Kürassier-Regiment Somariva dem kaiserlichen Stab bedrohlich nahe. Es konnte durch eine Attacke der französischen Gardekavallerie, einschließlich der „Lanciers polonais“, abgedrängt werden. Am 19. Oktober war die Schlacht verloren, die französische Armee begab sich auf den Rückzug. Während des Rückzuges ertrank der Kommandant der Nachhut, der Maréchal Poniatowski, als er, mehrfach verwundet, versuchte, die Weiße Elster mit dem Pferd schwimmend zu durchqueren. Die Armeeangehörigen waren tief deprimiert, auch die Garde blieb davon nicht verschont, was in der Geschichte des Regiments noch nie vorgekommen war, etwa 50 Mann mussten als Deserteure verzeichnet werden. Die Polen wollten jetzt nach Hause, um bei der Gestaltung ihres Landes mitzuhelfen. Eine persönliche Ansprache Napoléons am 25. Oktober konnte sie jedoch in den Reihen der Grande Armée halten. Der Feldzug des Jahres 1813 endete mit der Schlacht bei Hanau am 30. Oktober. Hier gerieten die Chevau-légers mehrfach mit den Bayern aneinander und mussten empfindliche Verluste hinnehmen. Sie wurden dabei von Jerzmanowski und Dautancourt angeführt, die beide am Ende der Schlacht belohnt wurden; der eine mit dem Kreuz der Ehrenlegion und der andere mit der Beförderung zum Général de brigade.
Im Dezember wurde das „3e régiment des éclaireurs de la Garde impériale“ den „Lanciers polonais“ zugeteilt, die jetzt die Bezeichnung „Éclaireurs-lanciers“ führten. Kommandanten waren Krasiński und Dautancourt. In der gleichen Zeit wurde das Regiment in vier Escadrons zu je zwei Kompanien reorganisiert.

### Feldzug in Frankreich

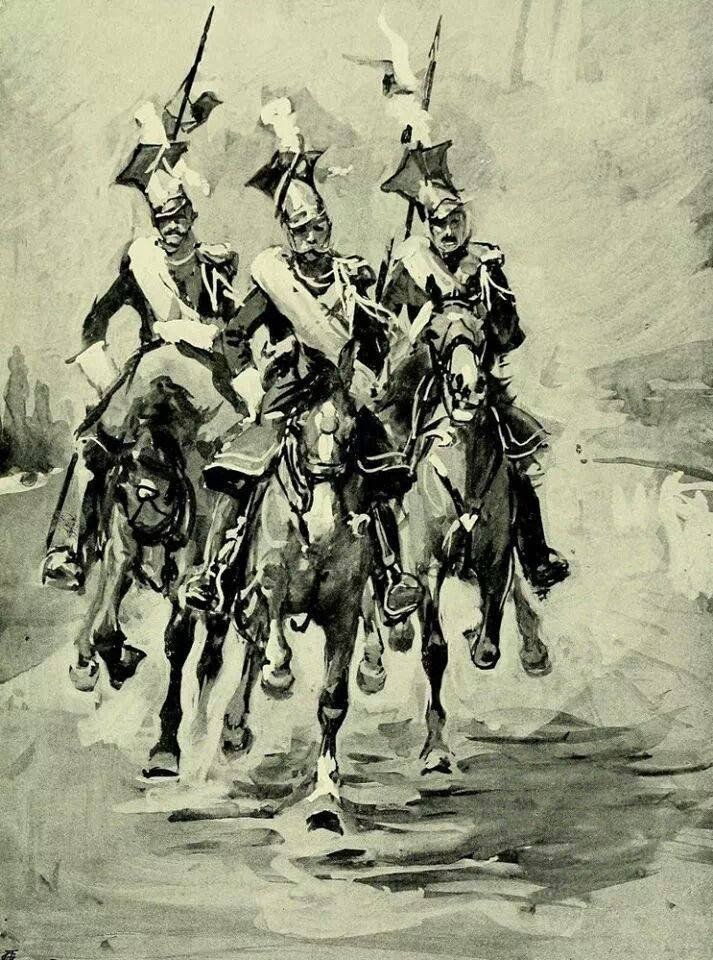
Patrouille der „Lanciers polonais de la Garde“ von Wojciech Kossak

Der Feldzug in Frankreich begann im November 1814. Unter dem Kommando von Général Krasiński konnten sich die Polen in allen Gefechten des Feldzuges auszeichnen. In der Schlacht bei Brienne drangen die Polen und die Chasseurs à cheval von Lefebvre-Desnouettes in die Stadt ein und versuchten vergeblich, den Feldmarschall Blücher gefangen zu nehmen. Einige Tage später standen sie der Armee der Alliierten in der Schlacht bei La Rothière gegenüber. Die „Lanciers polonais“ hielten zunächst die Kavallerie von Lanskoy in Schach und zogen sich dann vor der von Wassilichikow zurück. Das Missverhältnis der Kräfte zwang die Franzosen zunächst zum Rückzug; Napoléon ging dann allerdings wieder in die Offensive über und besiegte General Olsoufiev in der Schlacht bei Champaubert am 10. Februar.
Die Polen, die zu spät auf dem Schlachtfeld ankamen, kämpften am folgenden Tag in der Schlacht bei Montmirail, wo sie, zusammen mit den Chasseurs à cheval de la Garde, die preußische Infanterie von Ludwig Yorck von Wartenburg angriffen und zum Rückzug zwangen. In der Schlacht bei Vauchamps griffen die Lanciers von Krasiński die Infanterie des Korps von Hans Ernst Karl von Zieten an und konnten sie mit Hilfe der Kürassiere von Grouchy auseinandertreiben. Es folgte die Teilnahme an der Schlacht bei Mormant am 17. Februar und der Schlacht bei Montereau am 18. Februar. Eugen von Württemberg wollte den Übergang über die Seine sichern und teilte dafür einen Truppenteil ein. Nachdem die französischen Versuche, die Sicherungstruppen zu vertreiben, gescheitert waren, befahl Napoléon der Kavallerie unter Général Pierre Claude Pajol, die Brücke zurückzuerobern. Pajol gehorchte und vertrieb den Gegner, während zur gleichen Zeit die Escadrons der Garde, einschließlich der Polen Jerzmanowskis, an seiner Seite kämpften und an der Verfolgung teilnahmen. Eine polnische Escadron überraschte eine preußische Abteilung bei Rocourt und erbeutete deren Biwak. Zu dieser Zeit trafen Verstärkungen aus Chantilly unter dem Kommando von Général Louis Michel Pac ein.
Die Kapitulation von Soissons vor dem Korps von Blücher ersparte der Stadt die Vernichtung. Napoléon war darüber aufgebracht und entschied, seine Angriffe fortzusetzen. Am 5. März befahl er Étienne Marie Antoine Champion de Nansouty, die Brücke bei Berry-au-Bac einzunehmen. Die Kosaken von Ferdinand von Wintzingerode wurden von den Polen unter Général Pac und dem Chef d’escadron Skarżyński vertrieben, die Brücke wurde überquert, und die versprengten Russen, die sich zu formieren suchten, wurden erneut auseinandergetrieben, die Ausrüstung, Vorräte und zwei Kanonen erbeutet, dazu 200 Gefangene gemacht. Die Franzosen überquerten die Aisne und standen zwei Tage später in der Schlacht bei Craonne. Die Chevau-légers von Dautancourt griffen die Ferme d’Hurtebise mit dem blanken Säbel an und jagten die russische Kavallerie der Nachhut in die Flucht. Die Niederlage in der Schlacht bei Laon zwang Napoléon zunächst zum Rückzug, er ergriff aber in der Schlacht bei Reims gegen die Russen unter Saint-Priest wieder erfolgreich die Initiative.
Das „3e régiment de gardes d’honneur“ des Colonel Belmont-Briançon traf dabei auf hartnäckigen Widerstand, und es war nur dem Eingreifen der „Lanciers polonais“ und der Artillerie von Drouot zu verdanken, dass die Kontrolle über die Stadt erlangt wurde. Die Polen unter dem Kommando von Krasiński überquerten die Brücke von Saint-Brice und vernichteten eine preußische Kolonne, die sich auf dem Rückzug befand. Sie machten dabei 1600 Gefangene und erbeuteten drei Kanonen mitsamt der Bagage.
In der verlorenen Schlacht bei Arcis-sur-Aube wurde der Kaiser mit seinem Stab von gegnerischer Kavallerie bedroht, die diensthabende Escadron der Polen unter Skarżyński konnte die Situation jedoch bereinigen. Trotz des französischen Rückzuges fürchteten die Alliierten Napoléon immer noch und beschlossen, den Vormarsch auf Paris zu beschleunigen. An der Schlacht bei Paris war der größte Teil des Regiments nicht beteiligt, lediglich einige Reiter aus dem Depot und 80 „Éclaireurs polonais“ unter Jan Leon Kozietulski waren der kleinen Garde-Kavalleriebrigade unter Dautancourt zugeteilt. Zuerst nach Villette geschickt, verteidigten die Gardereiter vergeblich den Hügel des Montmartre und versuchten, die Fortschritte der Alliierten aufzuhalten. Die Kämpfe fanden in den Weinbergen von Clichy ihre Fortsetzung, aber die Brigade, die unter intensivem Feuer stand, flüchtete hinter die Stadtumwallung und sammelte sich auf dem Boulevard des Italiens, wo sie von der Kapitulation von Paris erfuhr.

### Die „Escadron Napoléon“

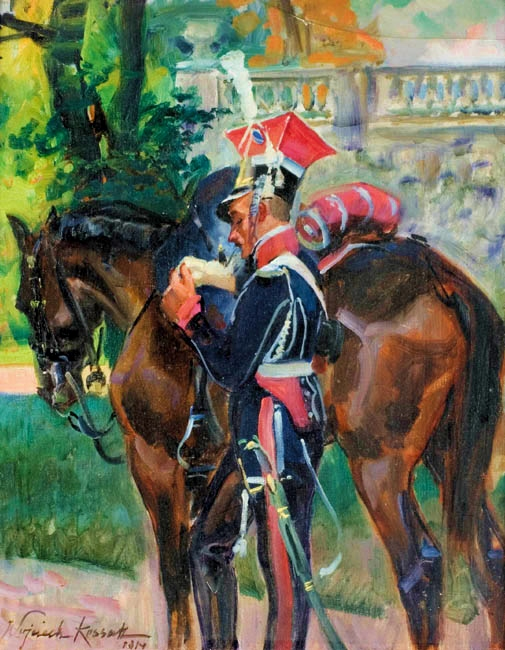
Uhlan avec son cheval von Wojciech Kossak (1917)

Napoléon musste der Ersten Restauration Platz machen. Das „Régiment des lanciers polonais de la Garde“ wurde aus der französischen Armee ausgeschlossen und aufgelöst. Von Krasiński geführt, präsentierte es in Paris vor Großfürst Konstantin und machte sich dann auf den Marsch nach Polen. Dieser Weg war oftmals mit Problemen verbunden, hauptsächlich bei der Durchquerung der preußischen Gebiete. In der Heimat angekommen, wurde die Einheit in die Armee des Königreichs Polen eingegliedert.
Die Rückkehr der Bourbonen beendete die Existenz des Regiments jedoch nicht endgültig. Der Vertrag von Fontainebleau gestand Napoléon die Insel Elba und eine Garde von 1000 Mann zu. Die „Lanciers polonais“ wurden in diese Garde einbezogen. 108 Freiwillige bildeten unter dem Kommando von Major Baron Paweł Jerzmanowski eine Escadron, die „Escadron Napoléon“ genannt wurde. Diese setzte sich aus sechs Offizieren, zwei Trompetern, 11 Unteroffizieren und 90 Reitern zusammen. Zugeteilt waren sieben Chasseurs à cheval de la Garde. Die Escadron teilte sich in zwei Kompanien – eine berittene Kompanie unter Capitaine Schultz (bekannt wegen seiner Größe von 2,10 Meter) mit 22 Reitern und eine Kompanie zu Fuß unter Capitaine Baliński mit 96 Mann. Der Einsatz wurde durch zwei Lanciers als Garde im Palast und 33 Mann als Wachposten durchgeführt. Die Escadron wurde auch im Artilleriedienst und in der Stallwache eingesetzt. Die Polen waren in dem Gebäude gegenüber der Palazzina dei Mulini, dem Quartier Napoléons, untergebracht.
Nachdem sich Napoléon entschlossen hatte, nach Frankreich zurückzukehren, erhielt Jerzmanowski am Abend des 25. Februar 1815 den Befehl, sich mit seinen Leuten an Bord des Schiffes Le Saint-Esprit zu begeben. Am 1. März waren die Lanciers wieder in Frankreich zurück.

### Waterloo: die letzte Attacke

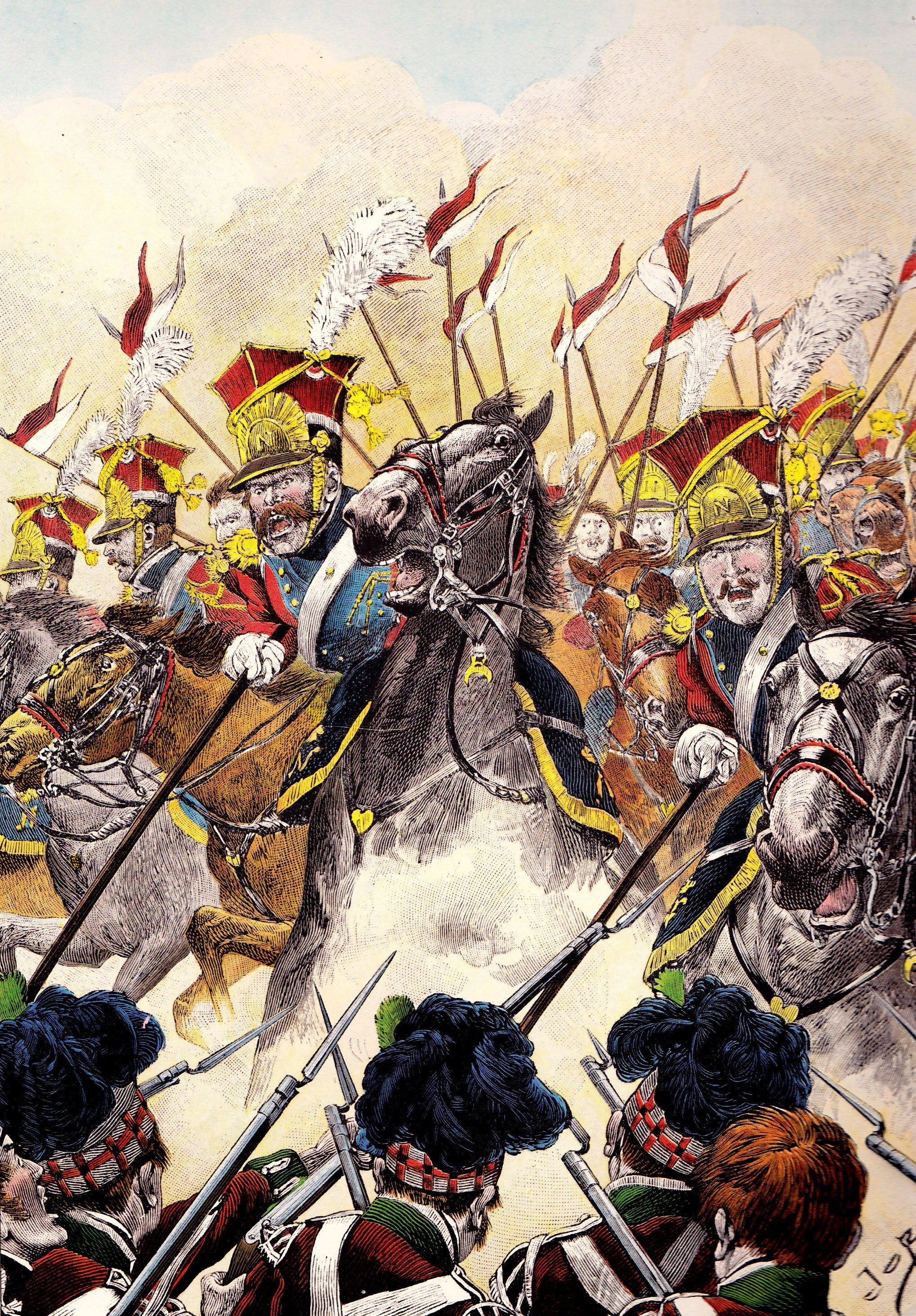
Die Escadron polonais attackiert am Mont-Saint-Jean an der Spitze der „Lanciers rouges“ von Colbert-Chabanais (Illustration von Jacques Onfroy de Bréville)

Nachdem Napoléon zunächst auf den Thron zurückgekehrt war und die Herrschaft der Hundert Tage begonnen hatte, wurden die Lanciers von Paweł Jerzmanowski in der Caserne des Célestins untergebracht, wo schlechte Bedingungen herrschten:

« Les cavaliers couchent sur la paille et il n’y a guère de place à l’écurie pour les chevaux qui restent dehors. »

„Die Reiter schlafen im Stall auf dem Stroh und es gibt nicht genug Platz für die Pferde, sodaß sie draußen bleiben müssen.“

Während des Feldzuges in Belgien bildeten die Polen die 1. Escadron im 2. Regiment der Chevau-légers lanciers de la Garde. In der Schlacht bei Ligny attackierte die Escadron Jerzmanowski die Preußen von Blücher. Bei einem Angriff auf die nassauische Infanterie bei Frasnes mussten die „Lanciers polonais“ Verluste hinnehmen.
In der Schlacht bei Waterloo führten die Polen im Regiment der „Lanciers rouges“ mehrere vergebliche Attacken. Trotz der späteren Unterstützung durch die schwere Kavallerie der Garde mussten sich die Lanciers geschlagen geben, ohne die Anglo-Alliierten von Mont-Saint-Jean verdrängt zu haben. Am 23. Juni bestand die Escadron nur noch aus 72 Mann. Acht Mann waren gefallen, 31 Mann wurden vermisst, der Major Jerzmanowski war verwundet worden. Nach der Niederlage wurden die „Chevau-légers lanciers polonais“ unter dem Befehl von Maréchal Davout hinter die Loire befohlen. Am 1. Oktober wurde die Einheit definitiv aufgelöst und die verbliebenen Reiter in die russische Armee eingegliedert. Der Major Jerzmanowski äußerte den Wunsch, den Kaiser nach St. Helena in das Exil zu begleiten, was aber von den Siegern abgelehnt wurde.

## Traditionen
In der Zweiten Polnischen Republik wurde die Tradition der „Lanciers polonais de la Garde“ durch das 1. Regiment Chevau-légers Józef Piłsudski (polnisch 1 Pulk Szwoleżerów Józefa Piłsudskiego) fortgeführt. Die 2. Escadron diente als Garde des polnischen Präsidenten.
Seite Mitte der 1990er Jahre wird im August in Ciechanów und Opinogóra das Fest der „Rückkehr der Chevau-légers“ gefeiert. Während der Veranstaltung präsentieren sich Abordnungen aus Polen, Großbritannien, Belarus, Litauen und Lettland in historischen Uniformen.

## Kommandanten

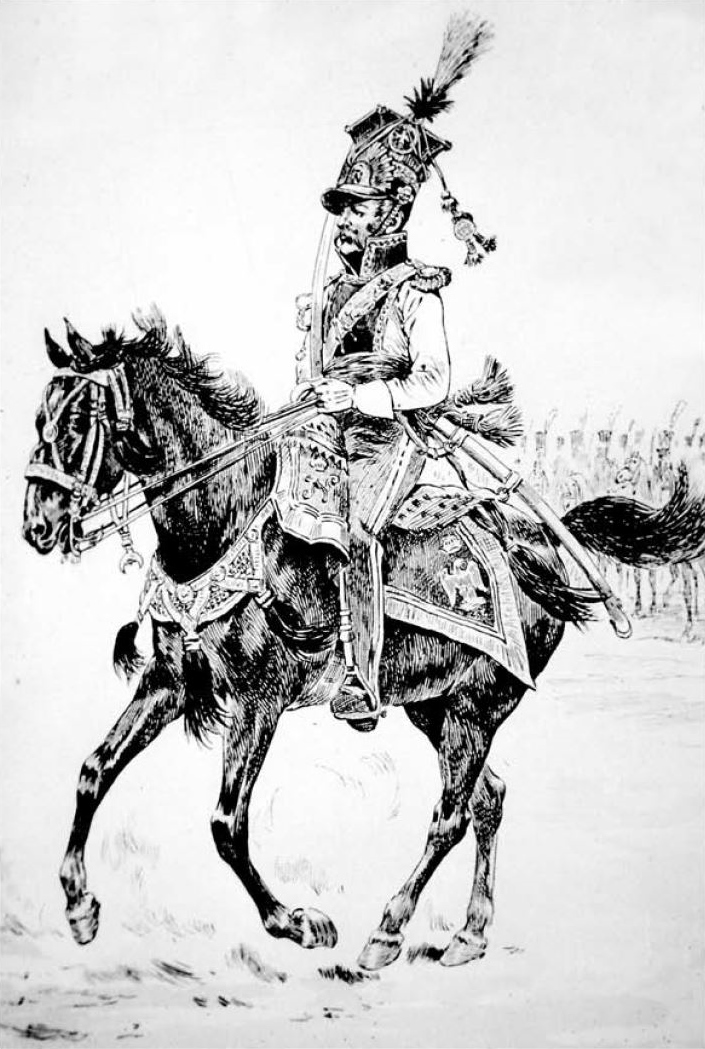
Colonel Wincenty Krasiński (1782–1856)

Am 17. April 1808 wurde Wincenty Krasiński, ehemaliger Offizier im Stab von Napoléon, zum Colonel der „Chevau-légers polonais“ bestimmt und blieb auf diesem Posten bis 1814. Major en premier wurde Antoine Charles Bernard Delaitre, Veteran aus dem Ägyptenfeldzug und ehemaliger Angehöriger der Mamelouks de la Garde impériale, Major en second wurde Pierre Dautancourt von der „Gendarmerie d’élite de la Garde impériale“ und Teilnehmer am Prozess gegen Louis Antoine Henri de Bourbon-Condé, duc d’Enghien. Im November 1813 erhielt er den Posten des Major en premier übertragen. 1812 verließ Delaitre das Regiment und wurde am 5. Juli zum Colonel der Lanciers lituaniens de la Garde impériale ernannt und durch Jan Konopka ersetzt. Während des Russlandfeldzuges und des folgenden Feldzuges in Deutschland bekleidete Dominique Hieronime Radziwill den Posten des Major en second, bis er am 11. November 1813 an den Verwundungen, die er in der Schlacht bei Hanau erlitten hatte, verstarb. Am 30. Mai wurde Jan Leon Kozietulski gleichzeitig Colonel en second.
Die Escadron de l’île d’Elbe (Elba-Escadron) stand unter dem Befehl von Colonel-major Paweł Jerzmanowski, der sich während des Russlandfeldzuges in der Nachhut ausgezeichnet hatte. Nachdem Napoléon 1815 nach Frankreich zurückgekehrt war, bot sich der Général Dautancourt als Kommandant der „Lanciers polonais“ an, wurde aber nicht berücksichtigt. Stattdessen erhielt Jerzmanowski das Kommando.

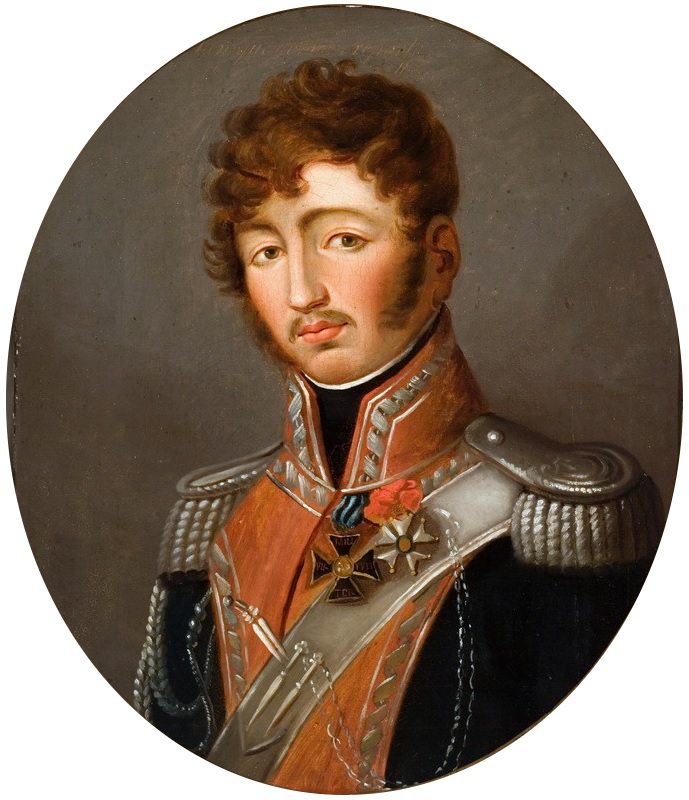
Dominique Hieronime Radziwill (1786–1813)
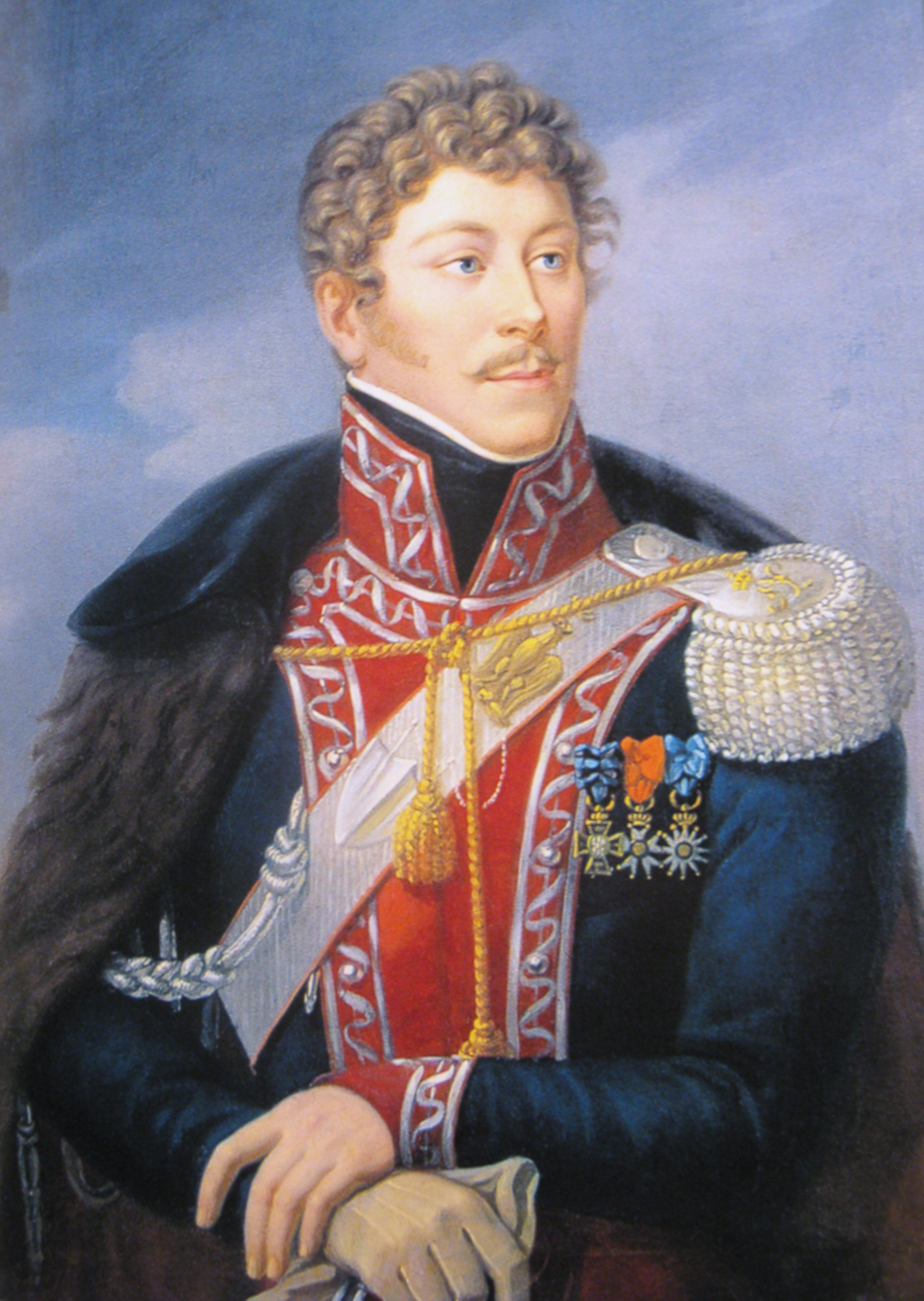
Jan Leon Kozietulski (1781–1821)
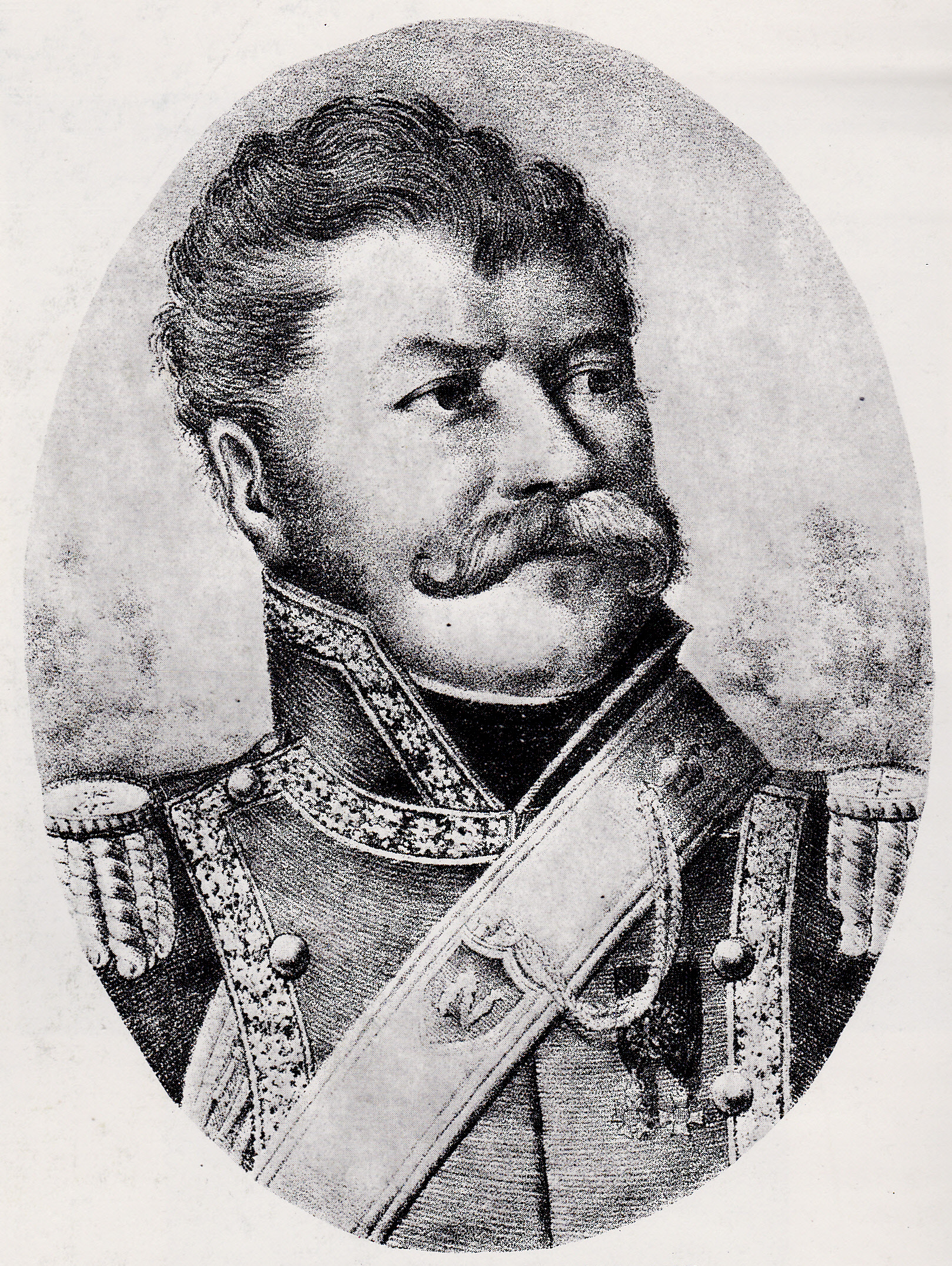
Pierre Dautancourt (1771–1832)
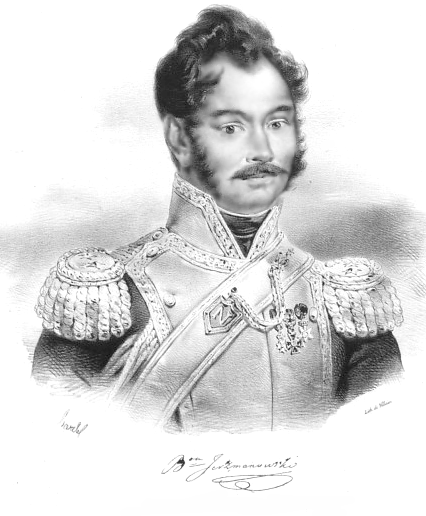
Der Major Baron Paweł Jerzmanowski (1779–1862)

## Standarten

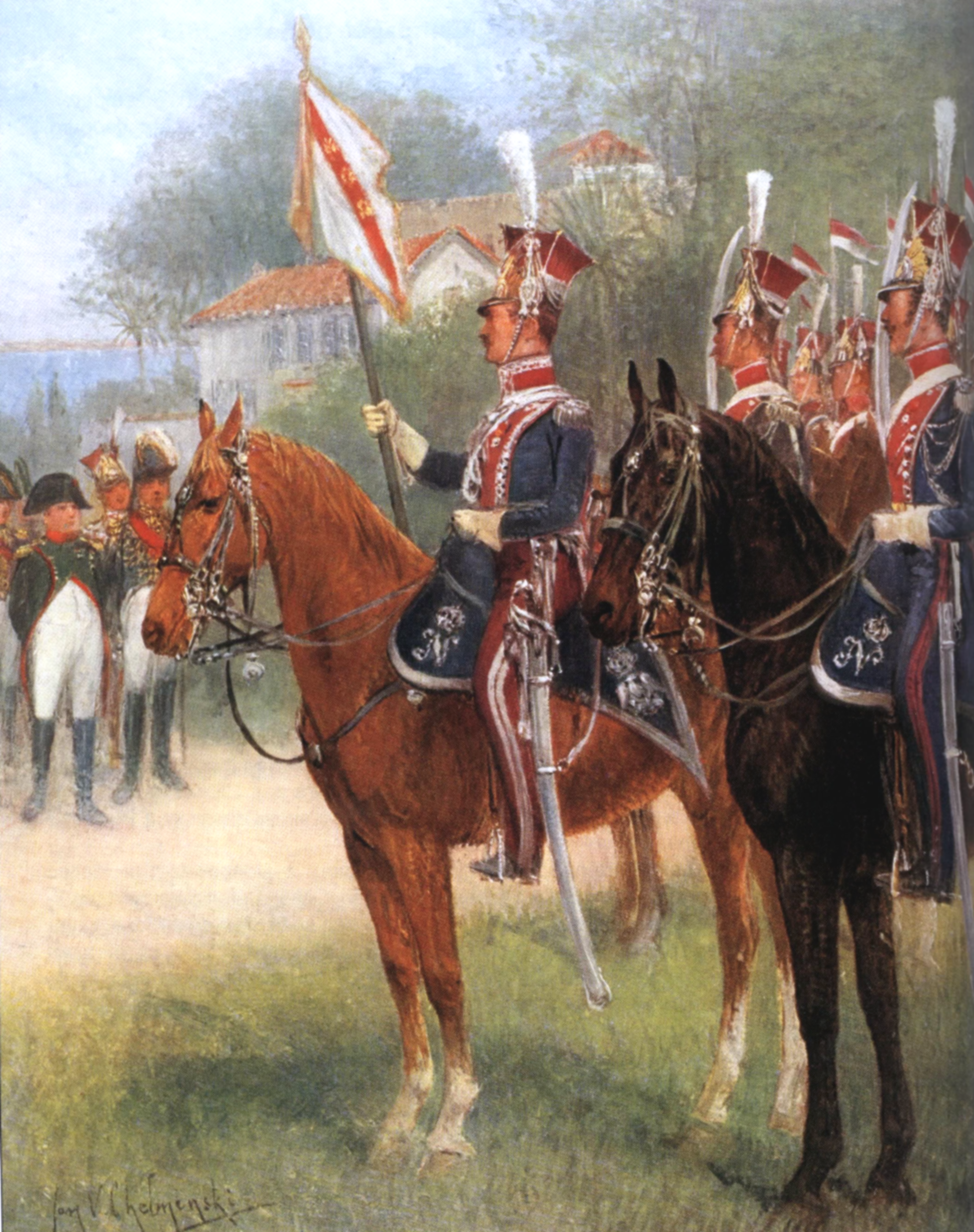
Die Escadron auf Elba: im Zentrum der Adlerträger mit der weißen Standarte (Gemälde von Jan Chełmiński)

Der erste Aigle de drapeau mit der Fahne wurde dem Regiment 1811 durch Napoléon aus Anlass einer Parade in den Tuilerien ausgehändigt. Er war vom Modell 1804 aus den Ateliers von Pierre-Philippe Thomire.

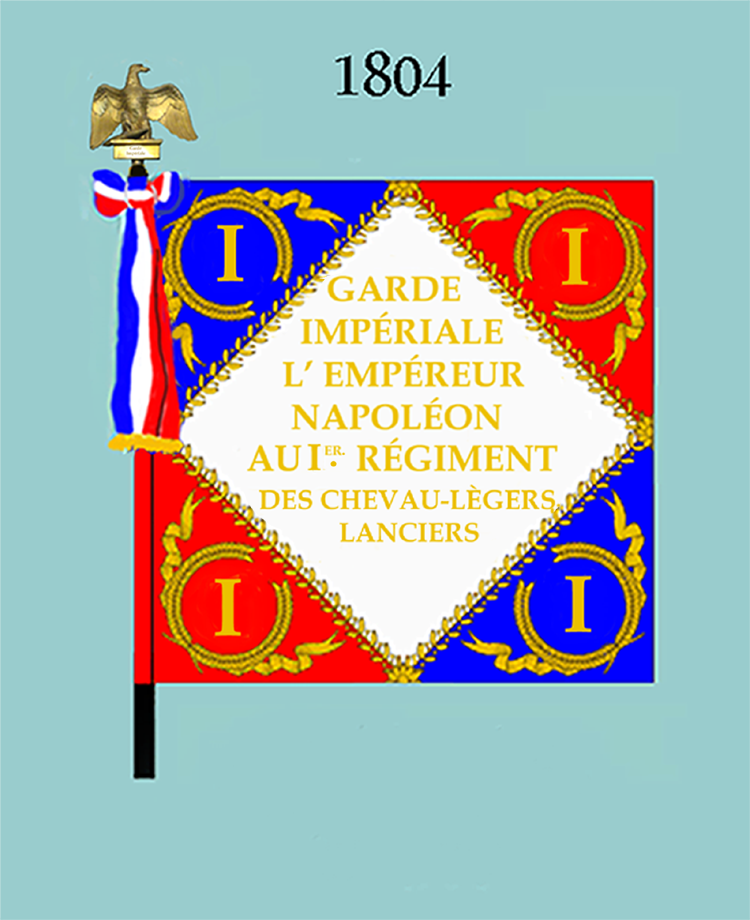
Erste Standarte (Modell 1804) bis 1813 (Vorderseite)
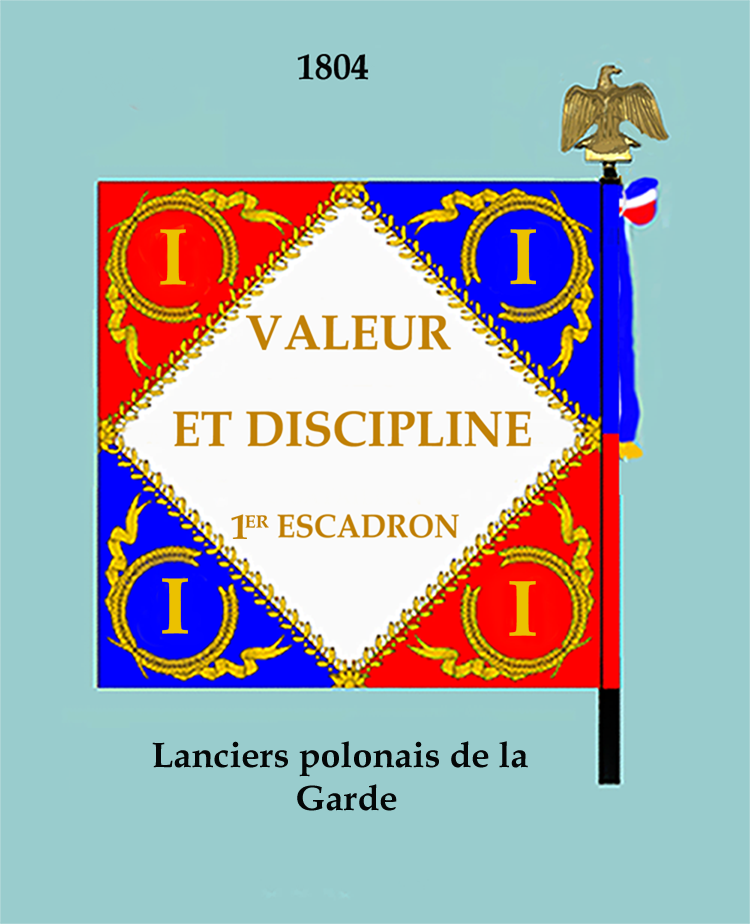
Erste Standarte bis 1813 (Rückseite)
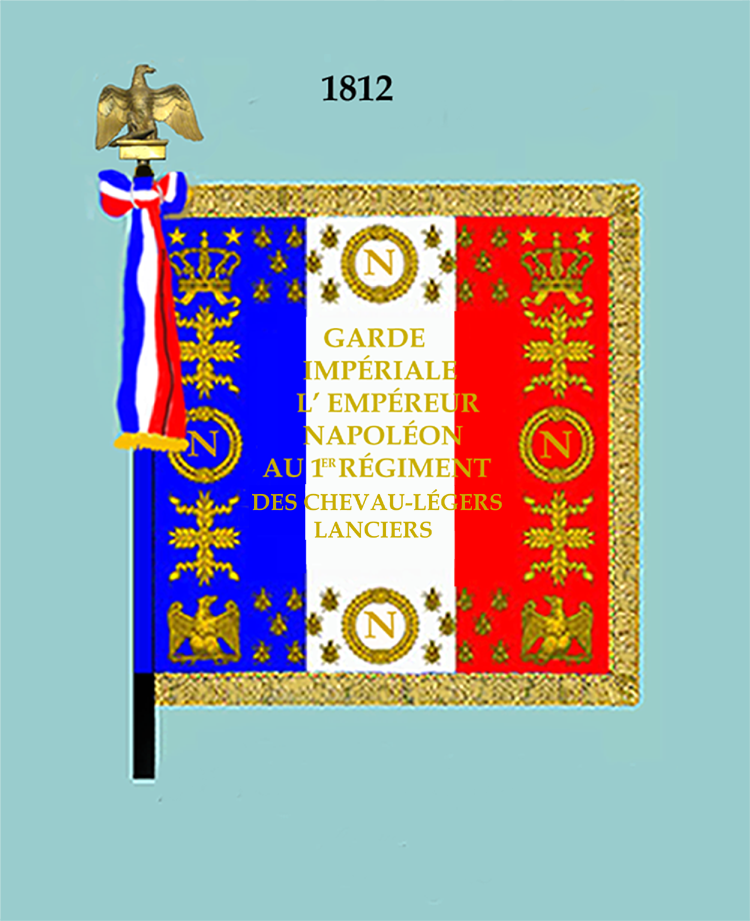
Standarte Modell 1812 von 1813 bis 1814
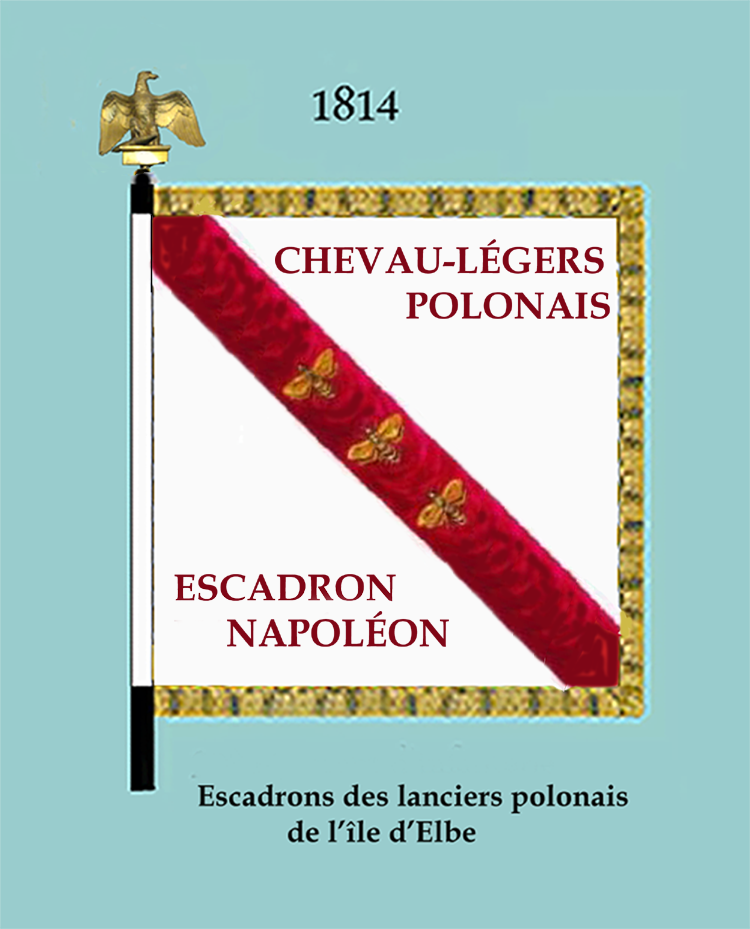
Standarte in der Elba-Armee 1814 (Vorderseite)
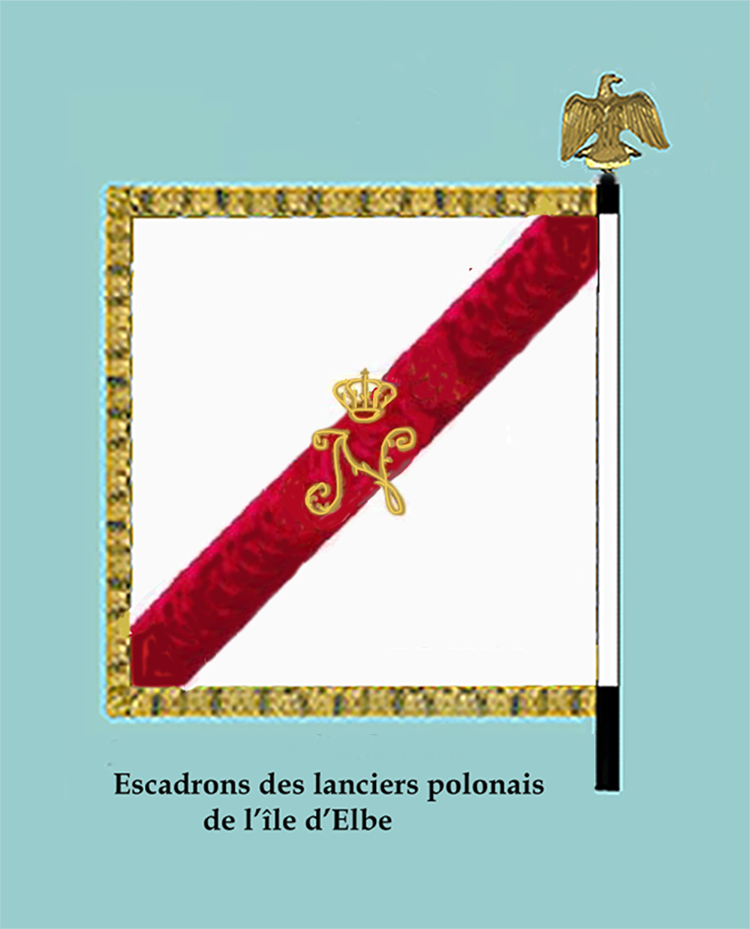
(Rückseite)

In der Napoléonischen Ära wurden insgesamt vier Adlerträger benannt: die Lieutenants Jordain, Verhagen, Zawidzki und Rostworowski. Im Jahre 1813 wurde das neue Modell 1812 ausgegeben, das bis zur Restauration 1814 in Gebrauch blieb. Danach folgte die weiße Standarte, die auf Elba und auch noch während der Herrschaft der Hundert Tage verwendet wurde.

## Uniformen
Die Uniformen des Regiments waren in den Farben der ehemaligen polnischen Adelskavallerie gehalten. Bei der Aufstellung der Einheit betrug der Preis für eine Uniform von bester Qualität pro Mann 835 Francs. Da das Kaiserreich im Jahre 1813 ausgeblutet und nicht mehr in der Lage war, solche hochwertigen Teile herzustellen, sank die Qualität und damit auch der Preis auf 391 Francs.

### Mannschaften

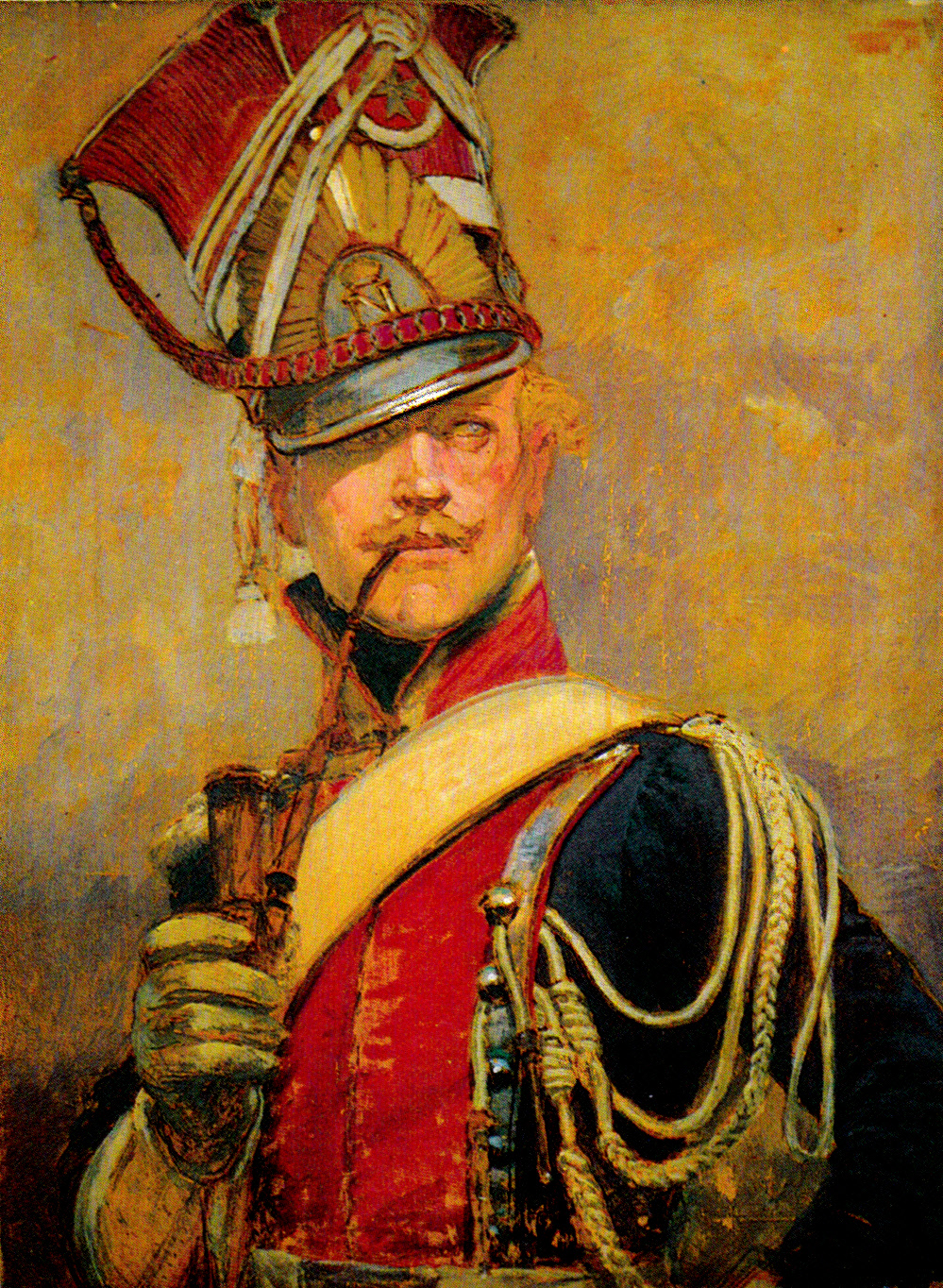
Ein Chevau-léger polonais de la Garde impériale von Édouard Detaille

Das Regiment trug eine Tschapka als nationalpolnische Eigenheit, an deren Frontseite sich ein kupferner Schild mit einem geprägten „N“ mit Krone befand. Der Körper der Tschapka war im unteren (runden) Teil mit einem schwarz-weißen Band, der obere Teil mit dunkelkarminrotem Stoff bespannt. An der Spitze befand sich ein weißer Federstutz. Die Fangschnüre waren weiß und rot, dienten aber nur noch als Zierde. Daran waren zwei Flachknoten und weiße Eicheln befestigt. Unter der Hülse des Federstutzes befand sich in einer Kokarde das silbergefasste Malteserkreuz. Die Tschapka war mit gelbmetallenen Schuppenketten als Kinnriemen ausgestattet. Bei der Aufstellung verfügte das Regiment über eine Paradeuniform aus einer weißen Kurtka mit karminroter Brustrabatte und karminroter Hose. Diese Ausstattung wurde jedoch bald wegen ihrer hohen Beschaffungskosten und wegen ihrer erwiesenen Nutzlosigkeit aufgegeben.
Die zweite Kurtka hatte sich dann durchgesetzt. Sie war dunkelblau mit weißen Knöpfen und karminroter Rabatte, die mit einer silbernen Borte eingefasst war. Der Stehkragen war ebenfalls karminrot mit silberner Randverzierung. Die Taschen waren mit roter Paspelierung eingefasst. Die Schulterschnüre (Aiguillette) und die Epauletten waren weiß mit Rot (Karmin für die Unteroffiziere) durchwirkt. Zwischen 1807 und 1809 wurde die Aiguillette der Garde an der rechten Schulter und eine Epaulette mit Fransen an der linken Schulter getragen. Nach der Einführung der Lanze wurde die Trageanordnung (außer bei den Offizieren) umgekehrt, um die Handhabung der Waffe zu verbessern. Die Dienstgrade wurden durch silberne Winkel angezeigt. Der weiße Mantel der Reiter war speziell für den Gebrauch der Lanze konzipiert und wurde als „Manteau-capote“ bezeichnet. Er ersetzte einen früheren ärmellosen Umhang, der sich nach der Einführung der neuen Waffe als unpraktisch erwiesen hatte.
Auf dem Marsch wurde die Tschapka mit einem schwarzen Wachstuch bedeckt, das nur die Schuppenketten freiließ. Die Chevau-légers trugen eine blaue Kurtka ohne Verzierungen und entweder blaue oder graue Überknöpfhosen mit karmesinroten Seitenstreifen. Zum Stalldienst wurde eine rote Flügelmütze (Bonnet de police) mit silberner Borte und einer blauen, weiß paspelierten Flamme an der Spitze getragen. Dazu gehörte eine überknöpfbare Stallhose aus weißem oder grauem Leinen.

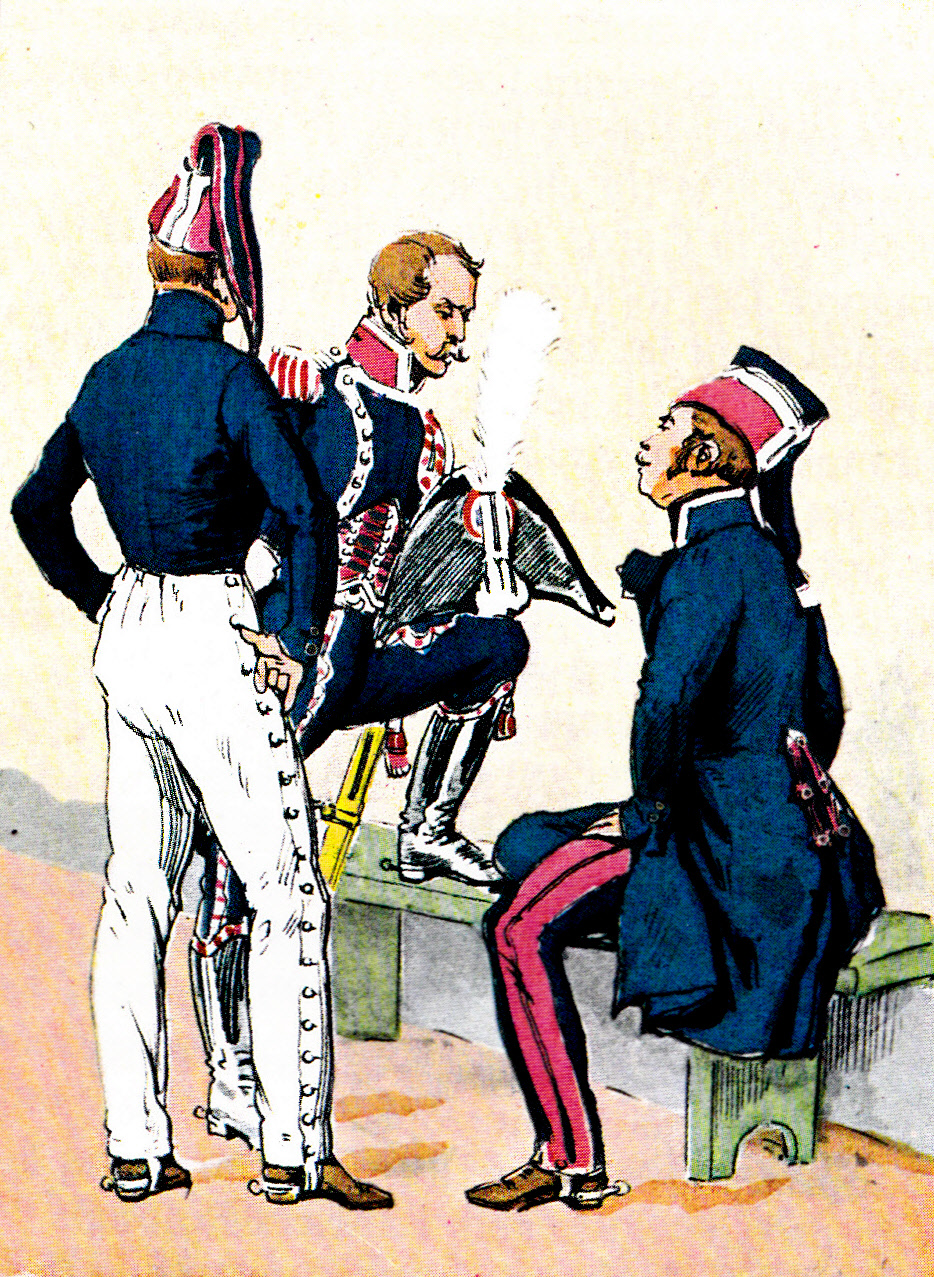
Reiter im Stalldienstanzug (links), Maître-ouvrier in großer Uniform (Mitte) und Unteroffizier im Gehrock (rechts)
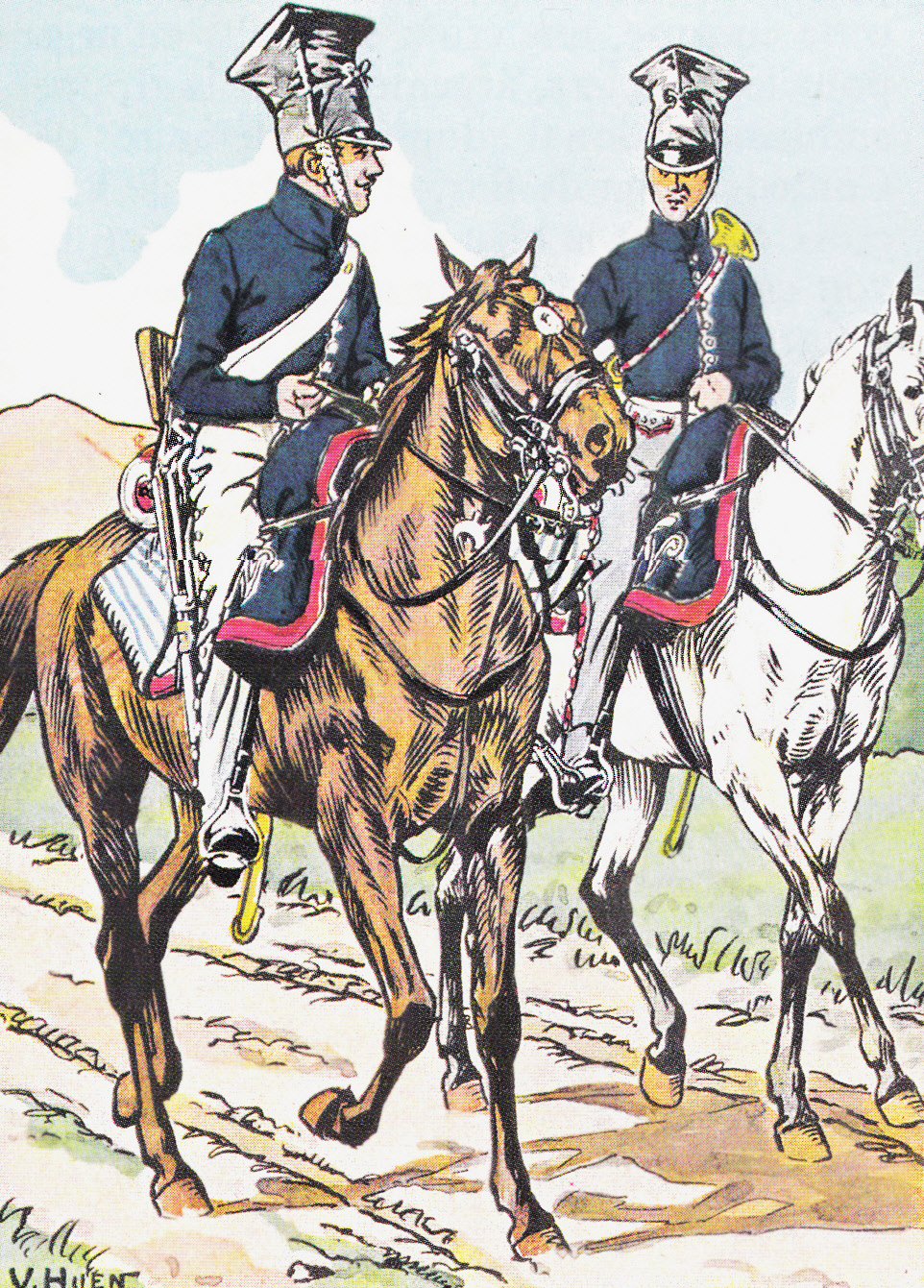
Chevau-léger und Trompeter auf dem Marsch
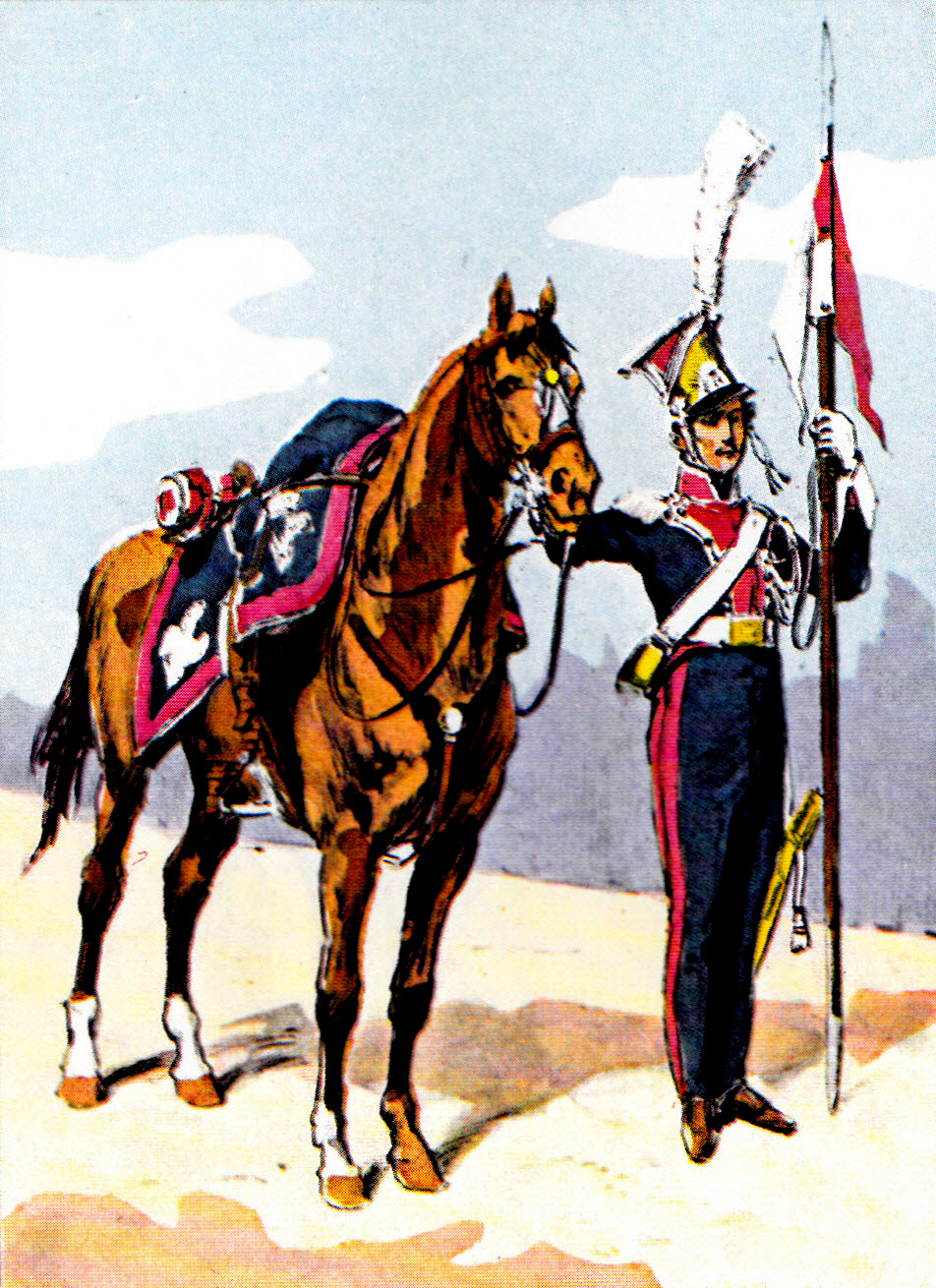
„Lancier polonais“ in großer Uniform
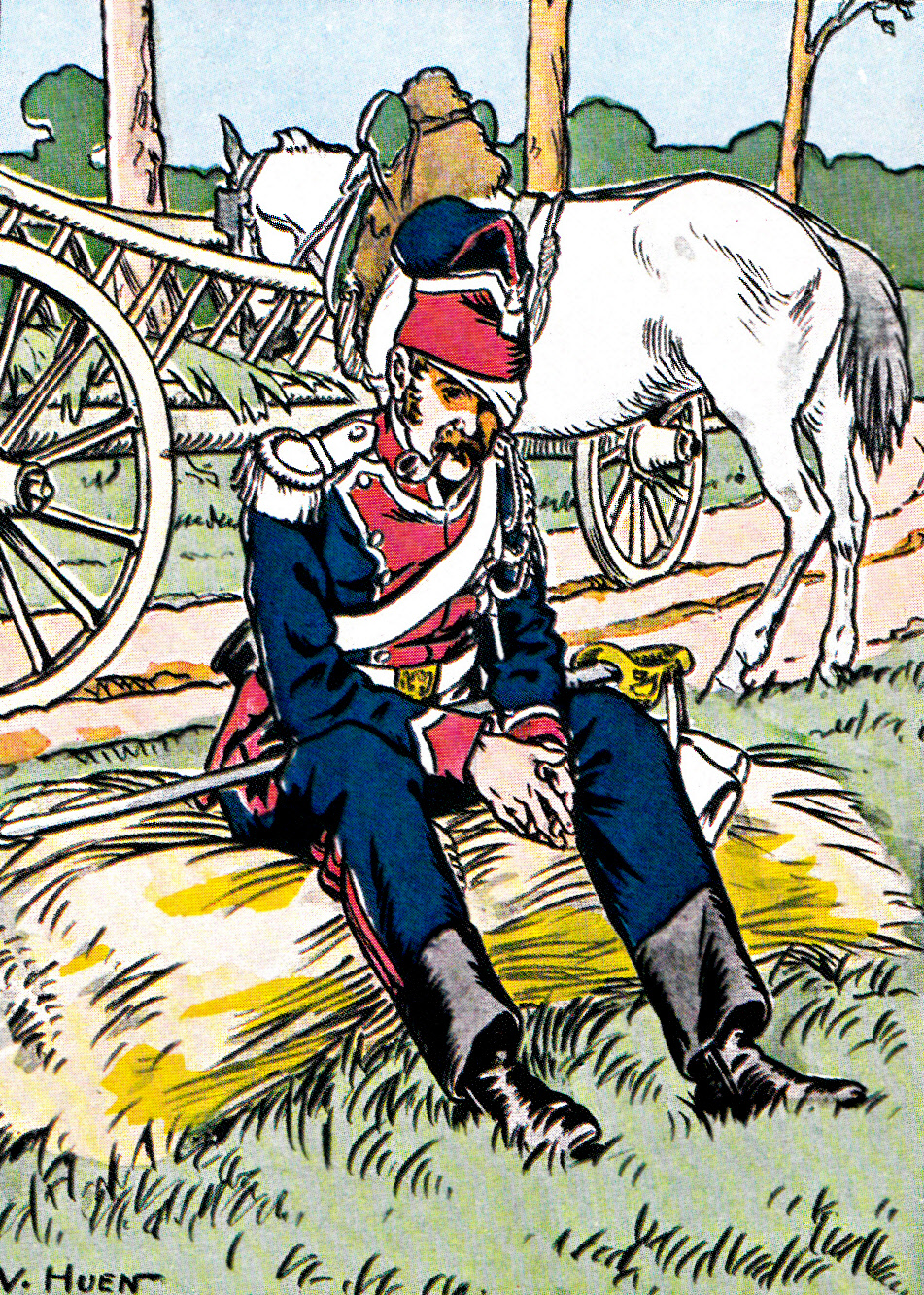
Verwundeter Chevau-léger polonais in Felduniform

### Trompeter

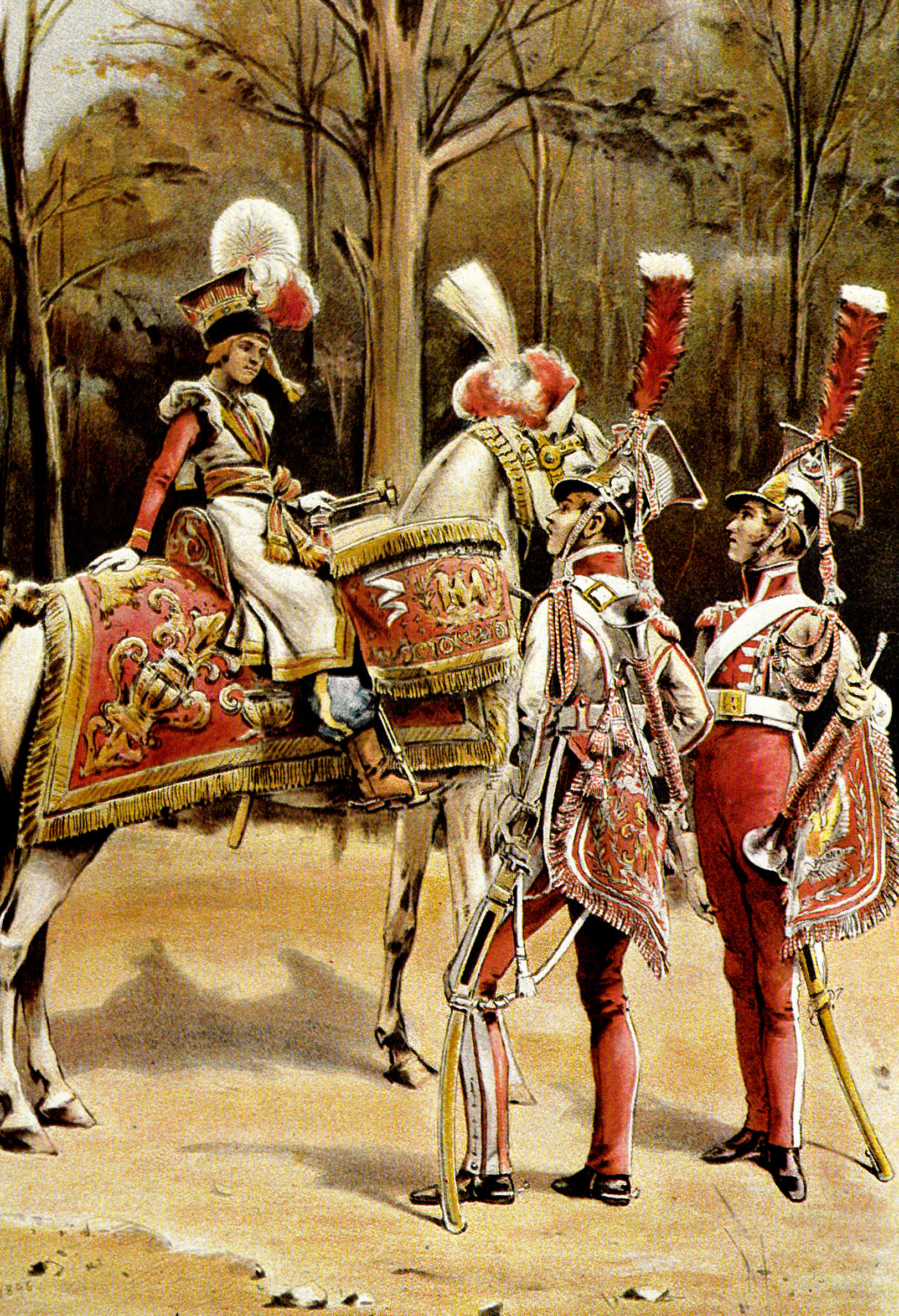
Pauker und Trompeter des Regiments in großer Uniform (Gemälde von Bronisław Gembarzewski)

#### 1807 bis 1810
Für die Trompeter existierten zwei Mützenmodelle, die zwei aufeinanderfolgenden Perioden entsprachen: das erste (getragen von 1807 bis 1810) war identisch mit dem der Truppe, mit Ausnahme des goldmetallenen Kinnriemens und des Fehlens von Flachknoten. Die erste Uniform war karminrot mit weißen Rabatten, die mit Silber umrandet waren. Die Aiguillette und die Epaulette waren beide weiß, das Gleiche galt für den Kragen. Die Hosen waren karmesinrot mit silbernen Bordüren. Für die Marschuniform waren die Rabatten rot mit weißen Passepoils und die Hose aus schwarzem Stoff mit karmesinroten Streifen und mit einer Knopfleiste.

#### 1810 bis 1814
Das zweite Modell erschien 1810 und brachte mehrfache Änderungen mit sich. Das geriffelte Oberteil der Tschapka änderte sich von Rot zu Weiß mit roter Paspelierung; der Federstutz war jetzt ebenfalls weiß, ebenso die Schnüre. Die Flachknoten wurden wieder eingeführt und erschienen in Rot und Weiß. Das schwarze Wachstuch schützte den Tschako auf dem Marsch. Allerdings blieb die Hose karmesinrot mit silbernen Seitenstreifen. Die kleine Uniform war aus himmelblauem Stoff mit karminroten Rabatten mit Silberbesatz, während die Aiguillette abwechselnd weiß und rot durchflochten war. Die Hosen waren türkischblau mit karmesinroten Streifen. Alle Trompeter waren mit Schimmeln beritten.

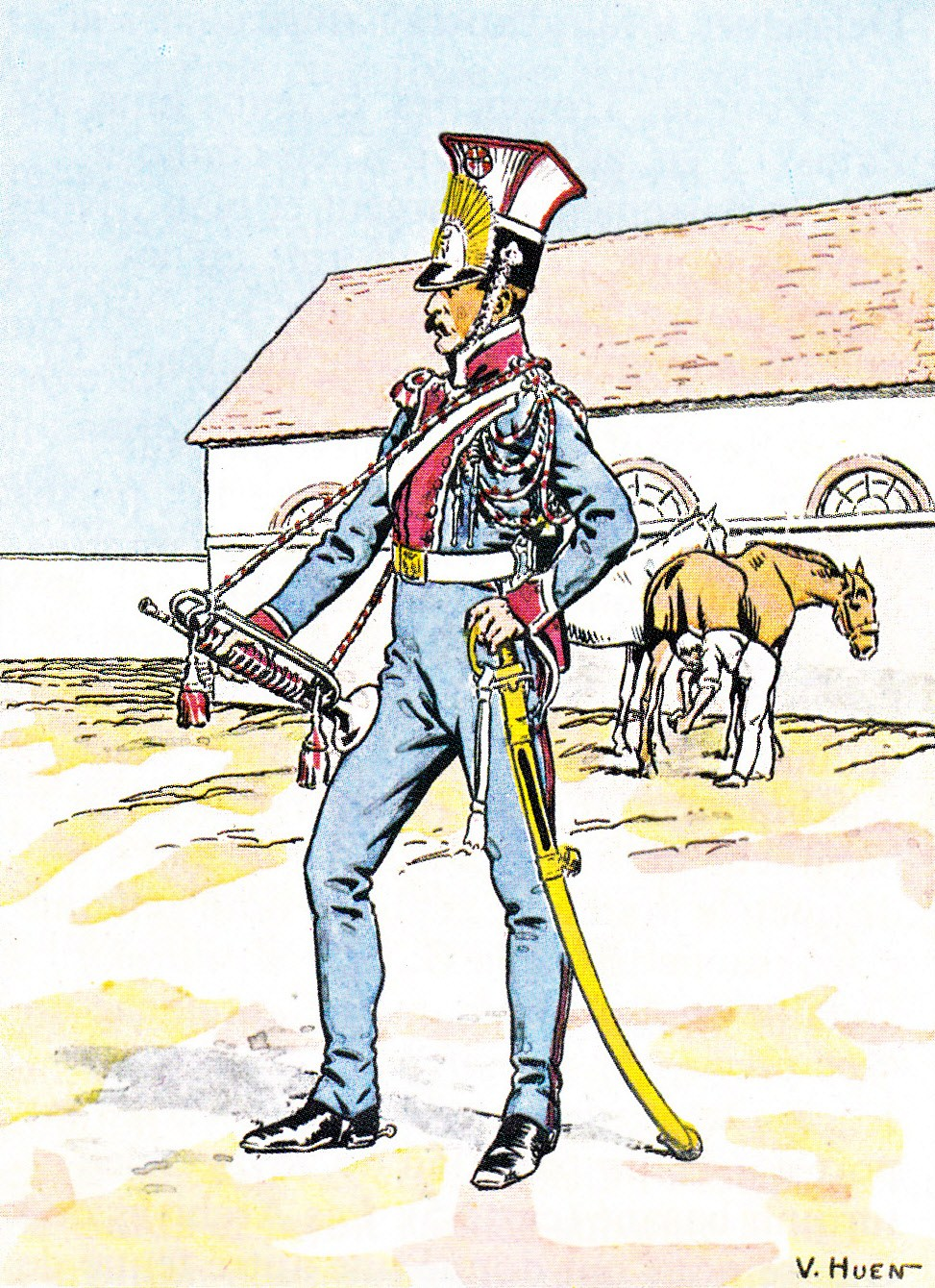
Trompeter in Dienstuniform (1807–1814)
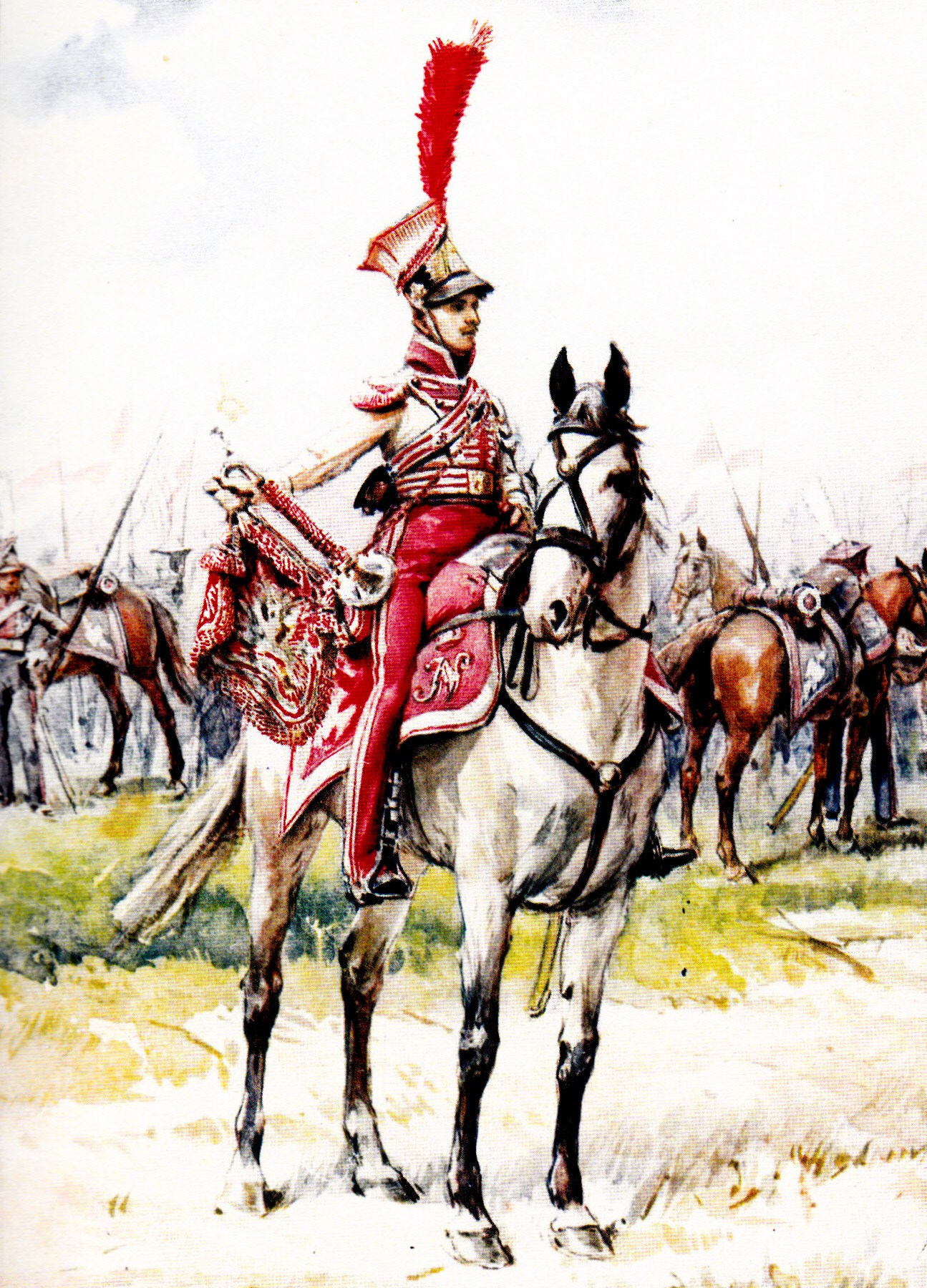
Trompeter in großer Uniform (1810–1814)

#### Instrument
Bei der sogenannten „trompette“ handelte es sich um eine ventillose Fanfare aus Messing, die mit einem Tuch und mit geflochtenen Bändern verziert war. Die Ziertücher bestanden aus karminroter Seide mit rot-weißen Fransen und geflochtenen Quasten. Die Stickereien auf der einen Seite zeigten ein gekröntes „N“ aus Golddraht, das von einem silbernen Lorbeerkranz umgeben war. Darunter befand sich eine silbergestickte Banderole mit der Inschrift „Garde impériale“. Die Ränder des Tuches waren mit weißem Draht gesäumt und mit ebensolchen Paspeln gefasst. Die andere Seite war mit einem gleichen Lorbeermuster geschmückt, in Zentrum befand sich ein gekrönter Adler aus Golddraht auf einer silbernen Sonne. Die Banderole trug die Inschrift „Chevau-légers polonais“ und befand sich zwischen den Schwingen des Adlers. (Auf zeitgenössischen Abbildungen gibt es Unterschiede in der heraldischen Anordnung von Vorder- und Rückseite.)

### Kesselpauker

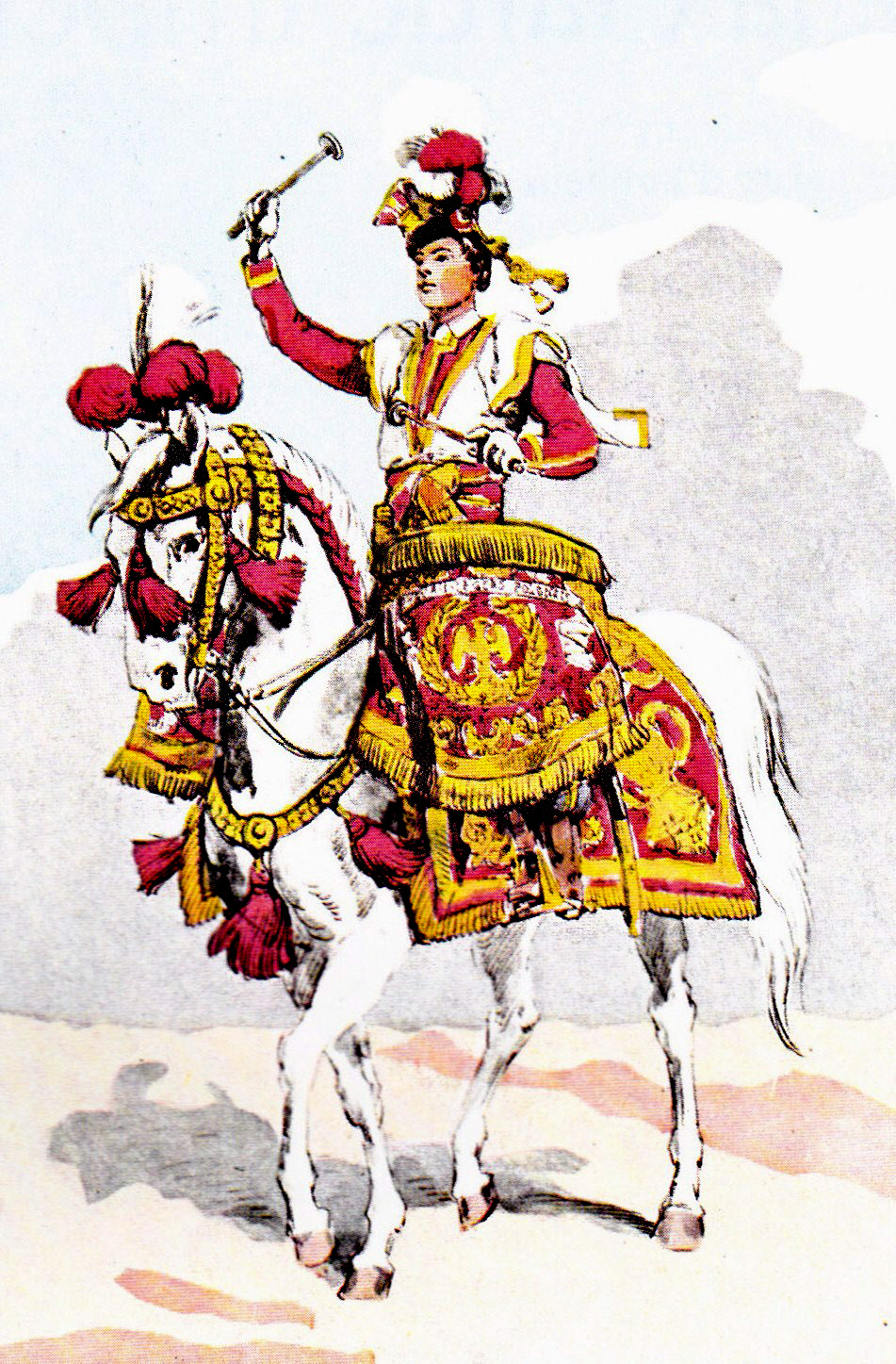
Kesselpauker

Der Kesselpauker des Regiments, Louis Robiquet, trat 1810 bei der Hochzeit von Napoléon mit Marie-Louise von Österreich in Erscheinung. Er wurde seit dem Rückzug in Russland vermisst, sein Posten nicht wieder besetzt.
Er trug eine „Confederatka“, eine flache, schwarze Mütze, auf die ein Tschapka-Oberteil aus karmesinrotem und vergoldetem, geripptem Stoff aufgesetzt war. An der Spitze befanden sich ein weißer und ein roter Federbusch. Die Jacke war karmesinrot mit Knöpfen und Paspeln aus Goldfäden. Darüber wurde eine ärmellosen weiße, mit Gold bestickte Tunika getragen, die bis zur Mitte der Beine reichte. Der Gürtel bestand aus einem karmesinroten Schal, der mit Gold durchwirkt war. Die Hosen waren himmelblau mit goldenen Seitenstreifen, und die Stiefel waren aus braunem Leder.
Die zwei großen Kesselpauken, die auf jeder Seite des Pferdes angebracht waren, waren mit rotem Tuch verkleidet, das mit einem Lorbeerkranz und mit einem goldenen Adler in der Mitte bestickt war. Auf dem gesamten Tuch waren Sterne aus Silberfäden aufgenäht sowie Goldstickerei angebracht. Auf einer silbernen Banderole fand sich die Inschrift „Chevau-légers polonais“. Der Schimmel trug eine karmesinrote Schabracke mit goldenen Borten, Fransen und imposanten Stickereien in Goldfäden. Der Rand war mit roten und weißen Federn und roten Quasten verziert.

### Offiziere

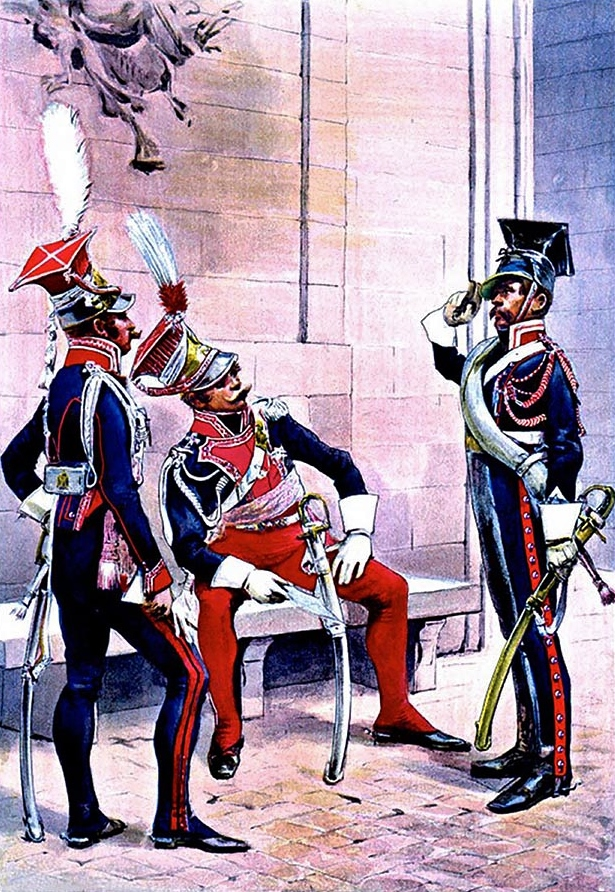
Offizier in großer Uniform (links und Mitte) und Unteroffizier in Marschuniform (rechts) von Bronisław Gembarzewski

Die Tschapkas der Offiziere waren von gleicher Farbgebung wie die der Unteroffiziere und Mannschaften. Allerdings bestand der untere Bereich aus einem schwarz-karminroten Band anstelle des schwarz-weißen Bandes der Mannschaften. Der rote Teil war mit Blättern aus Silberdraht bestickt. Das Malteserkreuz befand sich auf einer dreifarbigen Kokarde, die imposanter ausgeführt war als die der Mannschaften.
Der Colonel Krasiński befahl für die Oberoffiziere bei Paraden eine große Uniform (grande tenue). Sie bestand aus einem weißen Rock mit karmesinroten Brustrabatten und Kragen. Letztere waren mit Goldborten und Silberstickereien verziert. Als Besonderheit befand sich auf jeder Schulter eine silberne Epaulette mit gleichfarbigen Fransen. Englische Augenzeugen berichteten, dass bei Waterloo Offiziere der Escadron diese Uniform anstelle der Felduniform getragen hätten.
Die Uniform der höheren Offiziere ähnelte der der Mannschaften (blaues Tuch mit Brustrabatten und karmesinrotem Kragen), jedoch mit einigen Abweichungen: eine Stickerei aus Silberfäden war auf den Bordüren angebracht. Die Aiguillette war, anders als bei der Uniform des Colonel, an einer Patte ohne Epaulette befestigt. Darüber hinaus waren die Hosen karmesinrot mit silbernen Seitenstreifen, die Offiziere trugen um die Taille ein graues Seidentuch mit roten Streifen.
Die Felduniform bestand aus einer türkischblauen Kurtka ohne Ärmelaufschläge mit weißer Epaulette und Aiguillette. Die Tschapka war mit einem beigefarbenen Tuch bedeckt, an der Hose gab es jedoch keine Änderungen. Die Offiziere hatten auch eine ganz weiße Galauniform mit Rabatten, Ärmelaufschlägen, Kragen in Karmesinrot. Dazu gehörten ein schwarzer Filzhut und Hosen mit weißen Seidenstrümpfen. Diese Kleidung war bis auf die blaue Tuchjacke, die Aufschläge und den Zweispitz mit dem weißen Federbusch identisch mit der Gesellschaftsuniform. Die kleine Uniform (genannt tenue de quartier) bestand aus einer Confederatka, einem türkischblauen Rock ohne Rabatten mit Epaulette und Aiguillette und einer Hose mit karmesinroten Seitenstreifen.

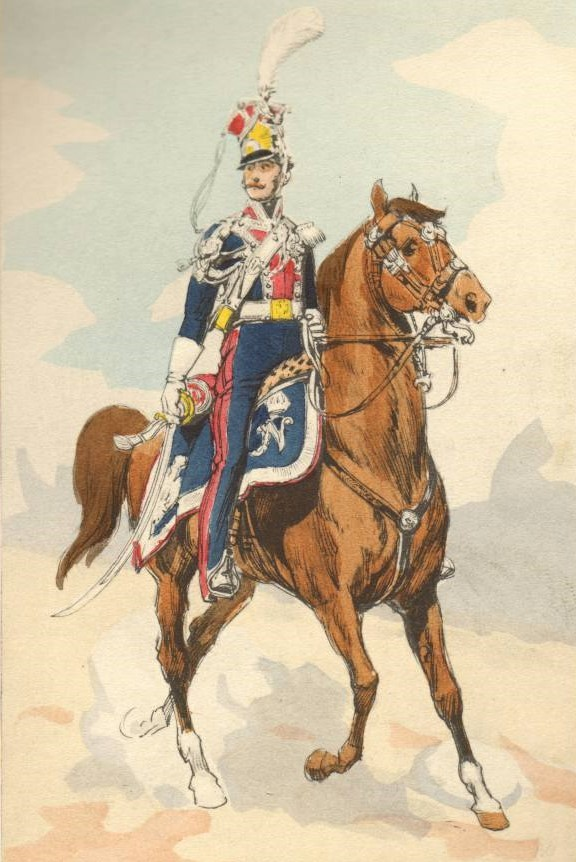
Offizier in großer Uniform
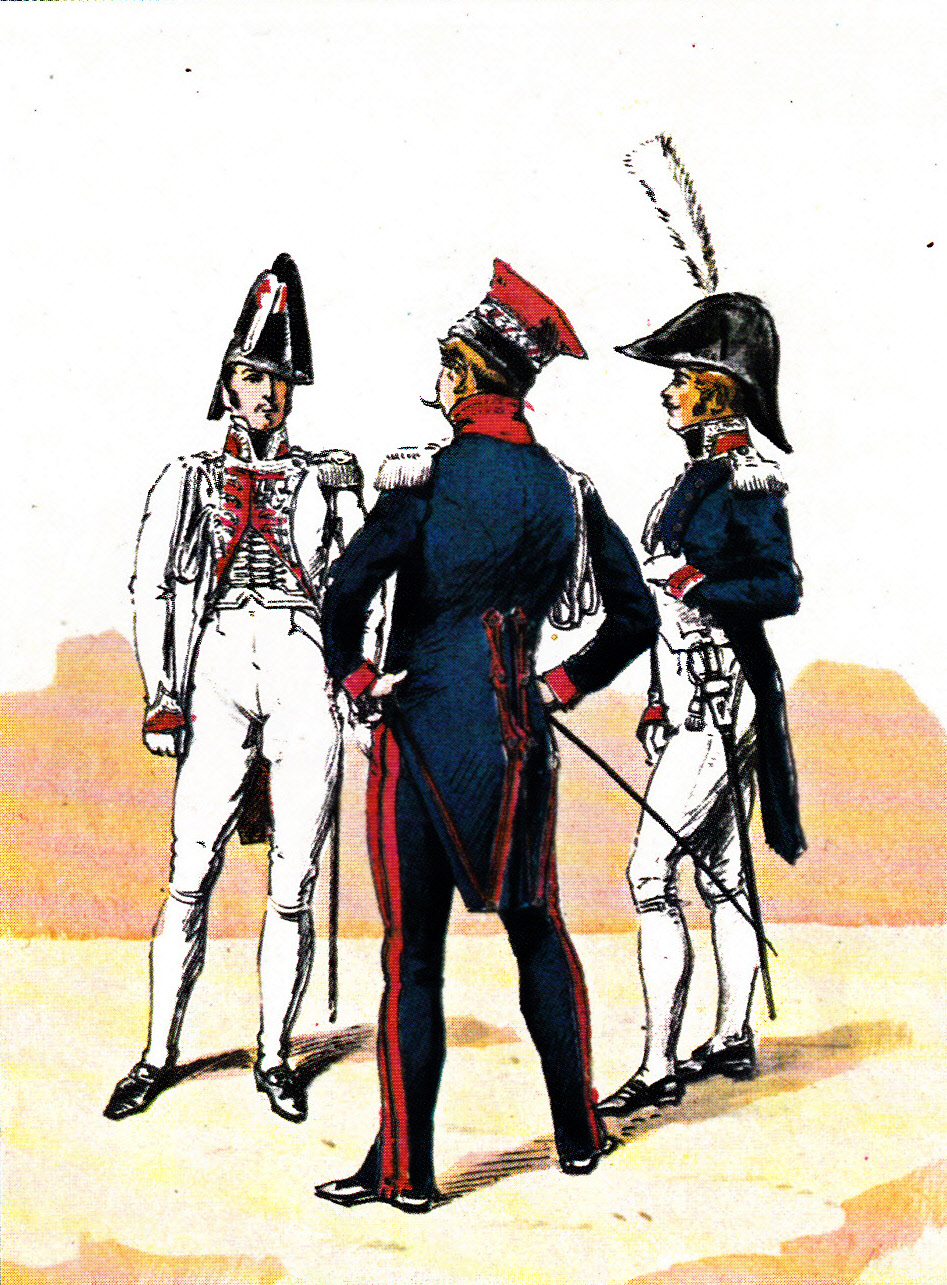
Offiziere in Gala (links), in kleiner Uniform (Mitte) und in Gesellschaftsuniform (rechts)
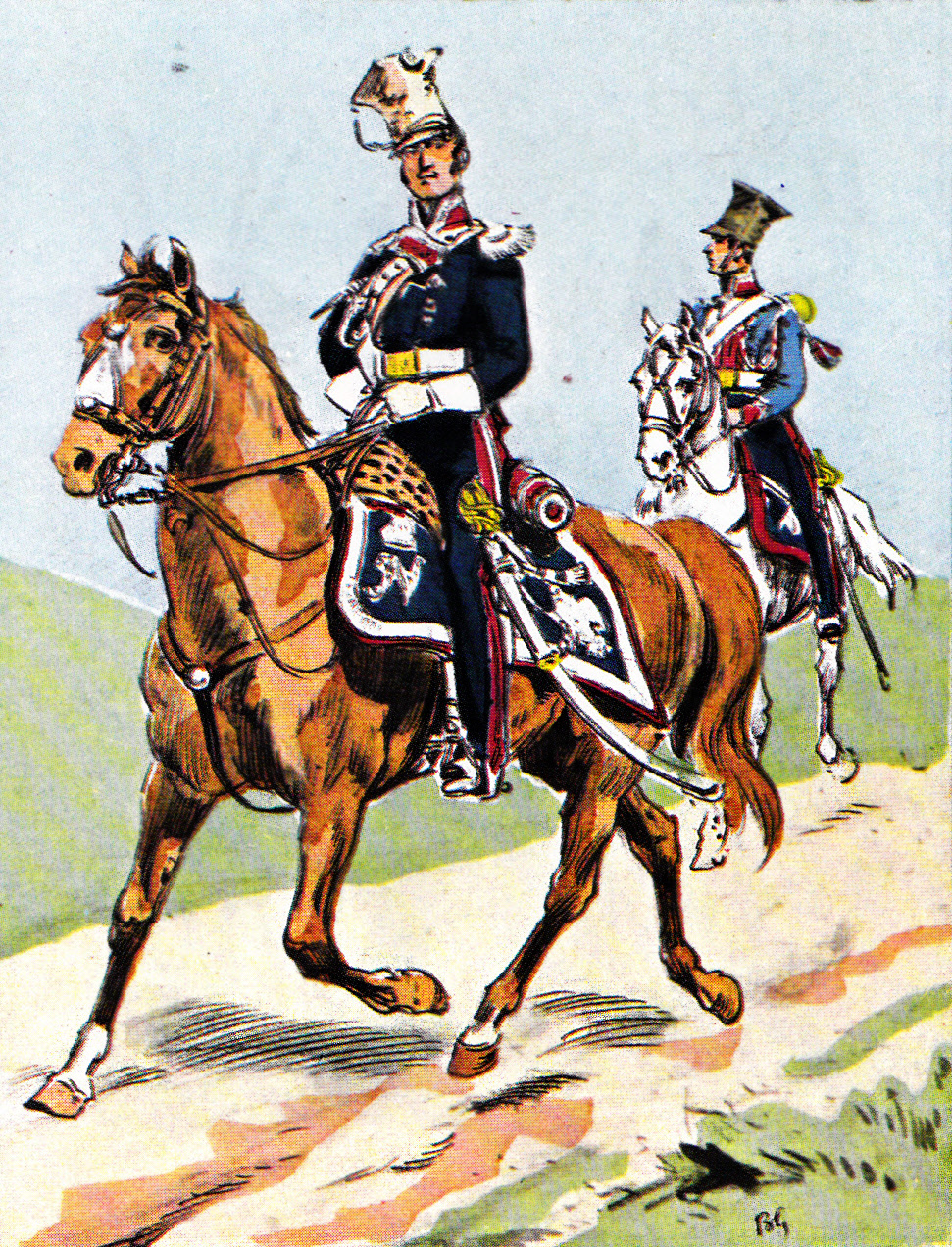
Offizier in Felduniform und Trompeter in kleiner Uniform

## Bewaffnung und Ausrüstung

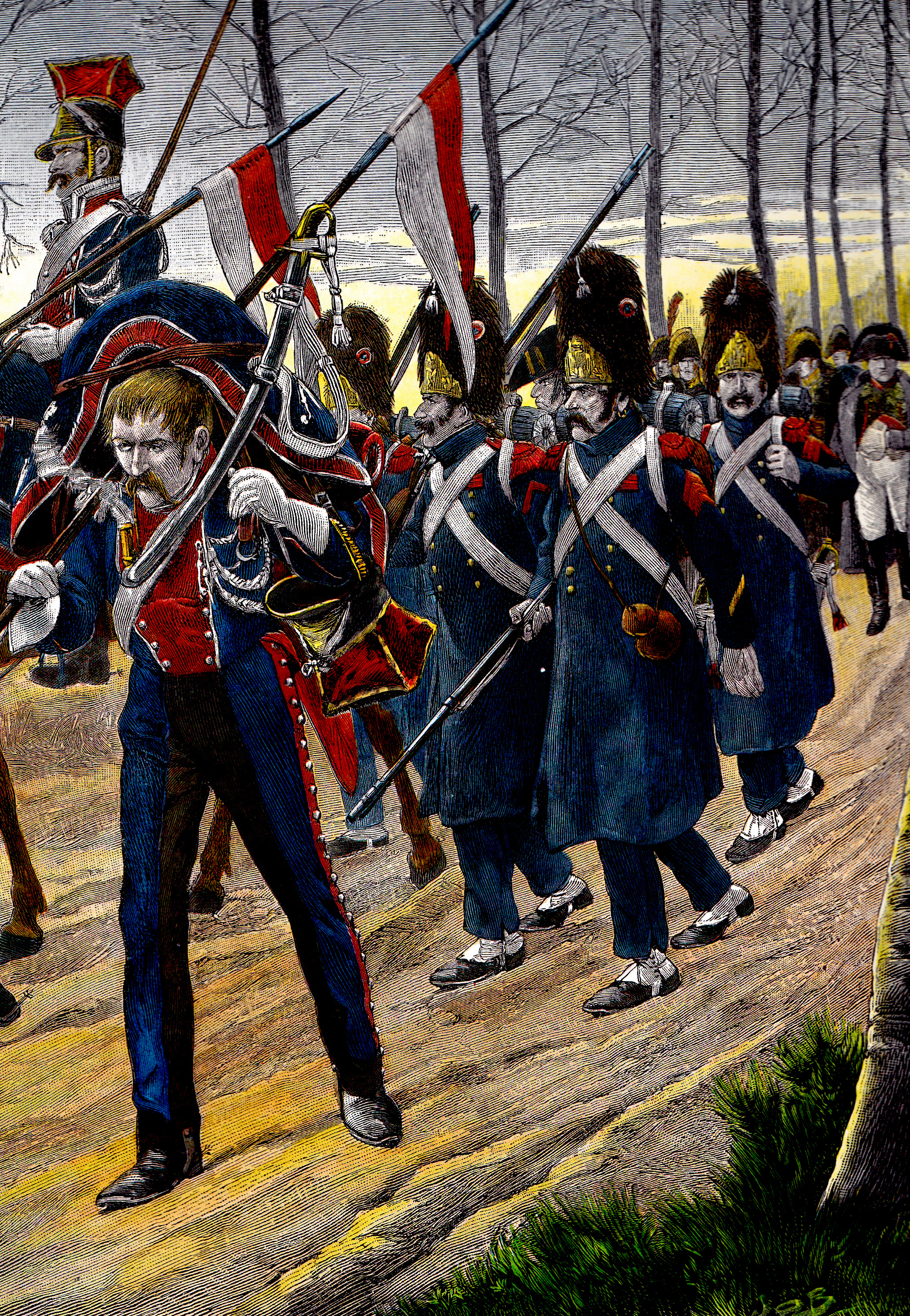
Soldaten der Elbaarmee auf dem Marsch nach Paris. Der „Lancier polonais“ trägt seinen Sattel, seine Lanze und seinen Säbel. Illustration von Job.

Bei der Aufstellung 1807 wurden die Lanciers mit einem Säbel, einer Muskete (Mousqueton) und einer Pistole ausgerüstet. Die Teile stammten aus preußischen Beständen und waren von schlechtester Qualität.
Im Jahre 1809 erhielten sie dann den Säbel, wie er von den Chasseurs à cheval de la Garde verwendet wurde. Die Abmessungen der Pistolen und Mousquetons entsprachen den französischen Vorschriften. Die 1809 eingeführte Lanze war 2,75 Meter lang, aus Holz und schwarz lackiert. An der Spitze war eine rot-weiße Lanzenflagge befestigt. Verwahrt wurde sie in einem ledernen Schuh, der an der linken Seite der dunkelblauen Schabracke befestigt war. Der „Mousqueton modèle an IX“ war etwas länger als 1 Meter und konnte an beiden Seiten des Sattels befestigt werden.
Die Kartusche der Chevau-légers war aus schwarzem Leder mit einem aufgelegten, gekrönten Adler aus Kupfer. Der Tragegurt war aus weißem Leder, ebenso der Tragegurt des Säbels. Die Kartuschen der Trompeter waren gleich denen der Reiter. Der Tragegurt der Offiziere war ebenfalls aus weißem Leder, aber rot unterfüttert. Auf dem Gurt befand sich ein gekrönter Adler mit einer Kette zu einem Wappenschild, alles vergoldet. Die Kartusche war aus weißem Leder mit vergoldeten Passepoiles, auf dem Deckel eine vergoldete Sonne, in deren Zentrum ein Adler.

## Pferderüstung
Die Schabracke der Reiter war aus dem gleichen Tuch wie die Kurtka mit einer karmesinroten Borte und weißer Paspel. Die Stickerei bestand aus einem überkrönten „N“ aus weißem Garn vorn und einem ebenfalls überkrönten Adler in der gleichen Farbe hinten. Die Schabracke der Trompeter für die große Uniform war gleich der der Reiter. Für die Dienstuniform wurde sie nicht mehr geändert. Die zweite Schabracke für die Parade war in Karmesinrot gehalten und hatte weiße Bordüren. Der Mantelsack war für beide Uniformarten karmesinrot mit weißer Paspelierung. Für die Oberoffiziere war sie in dunklem Türkischblau gehalten, umrandet von zwei silbernen Bordüren mit roter Paspel. Die Stickerei war die gleiche wie bei der Mannschaft. Die niederen Offiziersdienstgrade hatten nur eine silberne Bordüre. Die Offiziere konnten den Sattel mit einem Pantherfell beziehen lassen. Die übrige Ausrüstung des Pferdes entsprach dem der Leichten Kavallerie.

## Geschichtliche Aufarbeitung
Die Rolle der „Lanciers polonais de la Garde impériale“ in den Napoléonischen Kriegen findet einen Höhepunkt in der Attacke bei Somosierra. Sie wurde zum gemeinsamen Interesse französischer, englischer und polnischer Historiker, die viel Richtiges und Falsches über diese Episode geschrieben haben. Auch in den zeitgenössischen Arbeiten von Oberst Niegolewski, die 1854 veröffentlicht wurden, gab es Fehler und Ungenauigkeiten. Andere Unstimmigkeiten betreffend den Einsatz des Regiments bei Reichenbach 1813 führten zu wissenschaftlichen Kontroversen und Widersprüchen zwischen den verschiedenen Autoren bezüglich der Anwesenheit der Polen und des Umfangs ihres Einsatzes.

### Somosierra

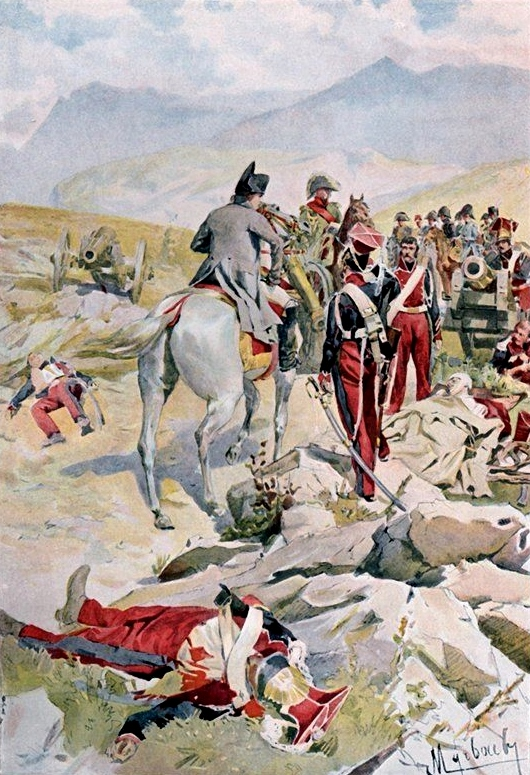
Napoléon und die Überlebenden der 3. Escadron nach der Attacke bei Somosierra (Darstellung von Felician Myrbach)

Jahre später war die Schlacht immer noch Gegenstand intensiver Diskussionen zwischen Adolphe Thiers und Oberst Niegolewski, der den französischen Historiker beschuldigt, die Rolle der Polen an diesem Tag herunterzuspielen.
Zwischen 1845 und 1862 veröffentlichte der Historiker Adolphe Thiers sein Werk Histoire du Consulat et l’Empire in 20 Bänden. Besonders widmete er sich ab Seite 365 im neunten Band der Attacke der Chevau-légers polonais bei Somosierra:

« Le premier escadron essuya une décharge qui le mit en désordre en abattant trente ou quarante cavaliers dans ses rangs, mais les escadrons qui suivaient, passant par-dessus les blessés, arrivèrent jusqu’aux pièces, sabrèrent les canonniers et prirent les seize bouches à feu. »

„Die erste Escadron musste eine volle Salve hinnehmen, die die Reihen in Unordnung brachte und 30 oder 40 Reiter niederstreckte. Aber die folgenden Escadrons ritten über die Verletzten hinweg, erreichten die Geschützstellungen, säbelten die Bedienung nieder und eroberten die 16 Kanonen.“

Mit dieser Version war der Colonel Andrzej Niegolewski als Teilnehmer des Kampfes unzufrieden. Zur Richtigstellung der historischen Wahrheit schrieb er mehrere Briefe an den Autor und wurde dabei von General Krasiński, dem ehemaligen Regimentskommandanten, unterstützt.
Der damalige Lieutenant der Chevau-légers betonte die vielen Ungenauigkeiten in der Ausführung von Thiers, insbesondere, dass die erste Attacke nicht von der 1. Escadron, sondern von der 3. Escadron durchgeführt wurde und dass es letztere war, die es schaffte, die Kanonen zu erobern, die 1., 2. und 4. Escadron hatten nur die Verfolgung der Flüchtenden durchgeführt.
Er bestritt auch, dass Général Louis Pierre de Montbrun den Angriff angeführt habe, obwohl dies durch das offizielle Bulletin verbreitet und von Thiers so übernommen wurde. Dieser Irrtum wurde dann auch von Jean Tranié und Juan-Carlos Carmigniani in ihrer Veröffentlichung von 1982 Les Polonais de Napoléon so übernommen, die auf Seite 40 über Montbrun schreiben:

« […] il charge avec les chevau-légers polonais à Somo-Sierra. »

„[…] er attackierte an der Spitze der Chevau-légers polonais bei Somo-Sierra.“

Niegolewski klagte explizit Adolphe Thiers an:

« […] ternir l’éclat de nos grandes actions. »

„[…] er setzt den Glanz unserer großen Taten herab.“

Thiers reagierte darauf, indem er Niegolewski einen Neudruck des Bandes IX versprach, in dem dieser Kritikpunkt bereinigt werden sollte. Als Ergebnis erschien 1854 ein Buch von Colonel Andrzej Niegolewski mit dem Titel:
Les Polonais en Somo-Sierra, en 1808, en Espagne. Réfutations et rectifications relatives à l’attaque de Somo-Sierra décrite dans le IXe volume de l’Histoire du Consulat et l’Empire, par M. A. Thiers

### Reichenbach und Peterswalde
Ein weiterer Streit entstand nach der Veröffentlichung über die Schlacht bei Reichenbach (22. Mai 1813) mit mehreren Offizieren der „Lanciers rouges“ (des 2. Regiments) der Kaiserlichen Garde. Die letzteren bemerkten, dass ihr Regiment einem großen russischen Kavallerieverband gegenüberstand und dass es ihm auf Kosten hoher Verluste gelang, den Gegner in die Flucht zu schlagen. Die gleichen Dokumente erwähnten aber nicht die Unterstützung der übrigen Kavallerie der Garde und auch nicht den Einsatz der „Lanciers polonais“ des 1. Regiments. Thiers schrieb auch die Hauptaktivitäten den „Lanciers rouges“ des 2. Regiments von Colbert-Chabanais zu.
Der General Dezydery Chłapowski – im Jahre 1813 Chef d’escadron der „Lanciers polonais“ – erzählte seinerseits seine eigene Version der Dinge, in der er auf der entscheidenden Rolle seines Regiments beharrte, ohne die „Lanciers rouges“ überhaupt zu erwähnen.
Gleiche Streitigkeiten gab es über die Schilderung des Gefechts bei Peterswalde. Jósef Grabowski widersprach in seinen Mémoires den Ausführungen von Thiers:

« M. Thiers (tome XVI, page 162) mentionne cette affaire, mais suivant son habitude de cacher les actions d’éclat des Polonais pour les attribuer aux Français, il dit que c’étaient les lanciers rouges de la garde impériale qui ont battu les hussards prussiens et fait prisonnier leur chef Blücher. J’étais témoin oculaire de cette action, et je peux affirmer que les lanciers rouges n’étaient pas là, et que ce sont les chevau-légers lanciers de la garde impériale qui ont si brillamment chargé. »

„A. Thiers (Band XVI, S. 162) erwähnt dieses Ereignis, hat aber wie üblich die Angewohnheit, die glänzenden Taten der Polen zu unterdrücken und sie den Franzosen zuzuschreiben. So sagt er, dass es die ‚Lanciers rouges‘ der Kaiserlichen Garde waren, die die preußischen Husaren in die Flucht schlugen und ihren Kommandanten Blücher gefangen nahmen. Ich war Augenzeuge dieser Aktion, und ich kann bestätigen, dass die ‚Lanciers rouges‘ überhaupt nicht da waren und dass es die ‚Chevau-légers lanciers‘ der Kaiserlichen Garde waren, die so brillant gehandelt haben.“

### Historie
- Jean Tranié, Juan-Carlos Carmigniani: Les Polonais de Napoléon. L’épopée du 1er régiment de lanciers de la garde impériale. Copernic, Paris 1982.
- Charles-Henry Tranié: Les chevau-légers polonais de la Garde impériale. In: Soldats Napoléoniens. Nr. 16, 20. Dezember 2007.
- Ronald Pawly: Les Lanciers rouges. De Krijger, Erpe-Mere 1998, ISBN 90-72547-50-0.
- Alain Pigeard: Les unités de la Garde impériale. In: »Tradition Magazine«, Nr. 8, 1. Januar 1999 (= Napoléon et les troupes polonaises 1797–1815. De l’Armée d’Italie à la Grande Armée).
- Philip Haythornthwaite: La Garde impériale. Osprey Publishing, Oxford 2004, ISBN 2-84349-178-9. (= Grandes Armées. Nr. I. Armées et batailles. Nr. 1)
- A. Perrot, Ch. Amoudru: Histoire de l’ex-Garde depuis sa formation jusqu’à son licenciement, comprenant les faits généraux des campagnes de 1805 à 1815. Delaunay, 1821 (Digitalisat auf Gallica, Volltext in der Google-Buchsuche).
- Andrzej Niegolewski: Les Polonais à Somo-Sierra en 1808 en Espagne. Réfutations et rectifications relatives à l’attaque de Somo-Sierra décrite dans le IXe volume de L’Histoire du Consulat et de l’Empire, par M. A. Thiers. L. Martinet, Paris 1854 (Digitalisat).
- Dezydery Chłapowski: Mémoires sur les guerres de Napoléon, 1806–1813. Plon-Nourrit, Paris 1908 (Digitalisat).
- Ronald Pawly: Napoleon’s Polish Lancers of the Imperial Guard. Osprey Publishing, Oxford 2007, ISBN 978-1-84603-256-1. (= Men-at-Arms. Band 440)
- Marian Brandys: Kozietulski i inni. Iskry, Warszawa 1982, ISBN 83-207-0463-4.

### Allgemeine Übersicht
- Jean Tranié, Juan-Carlos Carmigniani: Napoléon (1814 – La campagne de France). Pygmalion/Gérard Watelet, Paris 1989, ISBN 2-85704-301-5.
- Jean Tranié, Juan-Carlos Carmigniani: Napoléon (1813 – La campagne d’Allemagne). Pygmalion/Gérard Watelet, Paris 1987, ISBN 2-85704-237-X.
- Henry Houssaye: 1815. Perrin, Paris 1921 (durchgesehene und ergänzte Auflage, Volltext in der Google-Buchsuche).
- Bruno Colson: Leipzig. La bataille des Nations. 16–19 octobre 1813. La première défaite de Napoléon. Perrin, Paris 2013, ISBN 978-2-262-04356-8 (eingeschränkte Vorschau in der Google-Buchsuche).
- Alphonse Marie Malibran, Jan Chełmiński: L’armée du Duché de Varsovie, ou la contribution polonaise dans les rangs de la grande armée. Livres Chez Vous, Pétion-Ville 2001, ISBN 2-914288-02-6 (eingeschränkte Vorschau in der Google-Buchsuche).
- François-Guy Hourtoulle; Jack Girbal (Ill.): Le Général Comte Charles Lasalle. 1775–1809. Premier cavalier de l’Empire. Copernic, Paris 1979, ISBN 2-85984-029-X (eingeschränkte Vorschau in der Google-Buchsuche).
- Diégo Mané: Reichenbach, le 22 mai 1813. In: Planète Napoléon. Lyon 2008/2013 (PDF; 444 kB).
- Waclaw Gasiorowski: Mémoires militaires de Joseph Grabowski. Officier à l’état-major impérial de Napoléon Ier, 1812–1813–1814. Plon-Nourrit, Paris 1907, S. 120 (Digitalisat auf Gallica; Neuauflage Pickle Partners Publishing, 2015).
- Adolphe Thiers: Histoire du Consulat et de l’Empire, Band IX. Paulin, Paris 1845 (Volltext in der Google-Buchsuche).
- Marian Kukiel: Dzieje oręża polskiego w epoce napoleońskiej. Kurpisz, Poznań 1996, ISBN 83-86600-51-9, OCLC 891024130.
- Cezary Leżeński, Lesław Kukawski: O kawalerii polskiej XX wieku. Ossolineum, Wrocław 1991, ISBN 83-04-03364-X (eingeschränkte Vorschau in der Google-Buchsuche).

### Uniformologie
- Liliane und Fred Funcken: L’uniforme et les armes des soldats du Premier Empire. Band 2: De la garde impériale aux troupes alliées, suédoises, autrichiennes et russes. Casterman, Tournai 1969, ISBN 2-203-14306-1.
- Eugène-Louis Bucquoy: La Garde Impériale. Troupes à cheval. Band 2. Jacques Grancher, Paris 1977, ISBN 84-399-7086-2, Kapitel: Le 1er Régiment de Chevau-Légers Lanciers Polonais. (= Les Uniformes du Premier Empire)
- Lucien Rousselot: Chevau-légers polonais de la Garde. 1807–1814. Band I. P. Spadem, 1979, Heft Nr. 47. (= L’Armée Française, ses uniformes, son armement, son équipement)
- Lucien Rousselot: Chevau-légers polonais de la Garde. Trompettes. 1807–1814. Band II. P. Spadem, 1980, Heft Nr. 65. (= L’Armée Française, ses uniformes, son armement, son équipement)
- Lucien Rousselot: Chevau-légers polonais de la Garde. Officiers. 1807–1814. Band II. P. Spadem, 1980, Heft Nr. 75. (= L’Armée Française, ses uniformes, son armement, son équipement)